# فهرست مأموریت‌های شاتل فضایی
|  |

این جدول فهرست‌وار تمام ماموریت‌های شاتل فضایی را شامل می‌شود، که بین ۱۹۸۱ تا ۲۰۱۱ صورت گرفته‌اند. این فهرست شامل پروازهای آزمایشی سال ۱۹۷۷ و مدارگردهای پرواز نکرده کمکی نیز می‌گردد. اطلاعات این جداول براساس ترتیب پرواز، نوع مأموریت، زمان پرتاب، طول پرتاب و شاتل مورد استفاده و افراد عرشه مرتب شده‌اند. تنها ایالات متحده شاتل سرنشین‌دار به فضا پرتاب کرده‌است؛ شوروی تنها پرواز بوران را بدون سرنشین انجام داد چندین کشور در فضاپیمای شاتل مشارکت داشته‌اند؛ مشارکت‌هایی از قبیل حمایت علمی، فنی، مالی و سازمانی.

## شماره‌گذاری پرواز

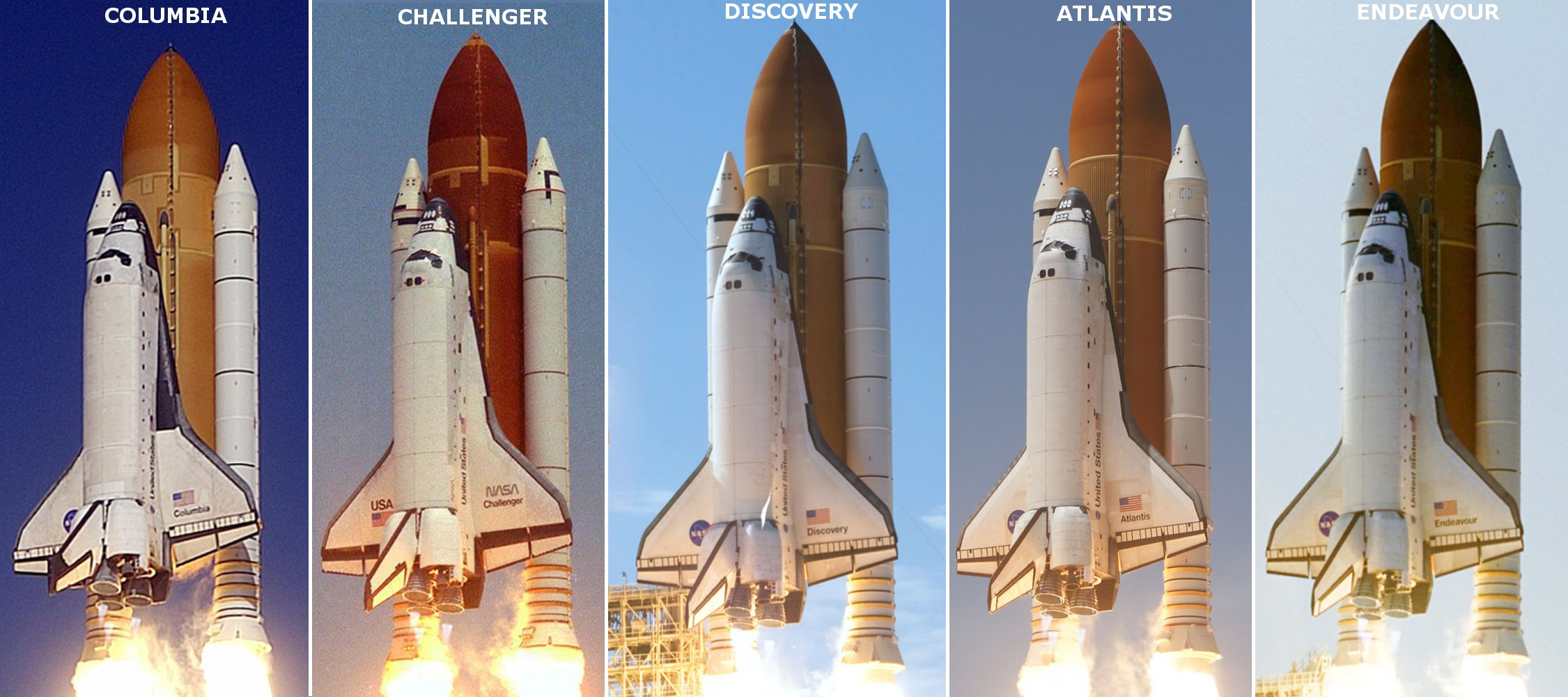

فضاپیمای شاتل آمریکا به صورت رسمی سامانه انتقال فضایی (به انگلیسی: Space Transportation System) (STS) نام دارد. از این رو پروازهای صورت گرفته با آن‌ها با پیش‌نامِ STS مزین شده‌اند. در ابتدا قصد براین بود تا شماره‌گذاری به صورت دنباله باشد که این امر برای ۲۵ پرواز انجام شد؛ از اس‌تی‌اس-۹ تا اس‌تی‌اس-۳۳. به دلیل حادثه آپولو ۱۳ و بنا بر تصمیم جیمز م باگز عدد ۱۳ از شماره مأموریت‌ها حذف شد. از این رو اس‌تی‌اس-۴۱-سی جایگزین اس‌تی‌اس-۱۳ شد.
پرواز از ۱۹۸۴ آغاز شد و هر مأموریت دارای کدی بود. برای مثال اس‌تی‌اس-۴۱-بی: اولین عدد نشانگر سال مالی فدرال (س. م) است. (۴۱-بی نشانگر س. م ۱۹۸۴، ۵۱-ال مربوط به س. م ۱۹۸۵ و ۱۵۱-سی مربوط به سال ۱۹۹۵ است) دومین عدد نشانگر مکان پرتاب است (پایگاه فضایی کندی ۱، مجمتمع پرتاب فضایی واندربرگ شماره ۲ بود). اگرچه واندربرگ هرگز استفاده نشده. حرفِ آخر نیز دنباله زمان‌بندی را نشان می‌دهد. اگرچه کدهایی که از اس‌تی‌اس-بی تا اس‌تی‌اس-۵۱-ال بوده‌اند، تنها در پرونده‌های داخلی ناسا استفاده شده‌اند.

## آمارهای پرتاب
| راهنما        |               |
| double-dagger | ماشین آزمایشی |
| dagger        | از بین رفته   |

| شاتل      | موسوم به            | پروازها | تعداد روز پرواز               | چرخش   | طولانی‌ترین پرواز             | اولین پرواز  | اولین پرواز   | آخرین پرواز  | آخرین پرواز    | اتصال به میر/آی‌اس‌اس | منابع               |
| شاتل      | موسوم به            | پروازها | تعداد روز پرواز               | چرخش   | طولانی‌ترین پرواز             | پرواز        | تاریخ         | پرواز        | تاریخ          | اتصال به میر/آی‌اس‌اس | منابع               |
| --------- | ------------------- | ------- | ----------------------------- | ------ | ---------------------------- | ------------ | ------------- | ------------ | -------------- | ------------------- | ------------------- |
| انترپرایز | OV-101 ماشین آزمایش | ۵       | ۰۰روز ۰۰ ساعت ۱۹ دقیقه        | ۰      | ۰۰روز ۰۰ ساعت ۰۵ دقیقه       | ALT-12       | ۱۲ اوت۱۹۷۷    | ALT-16       | ۲۶ اکتبر ۱۹۷۷  | – / –               | [ ۸ ] [ ۹ ]         |
| کلمبیا    | OV-102              | ۲۸      | ۳۰۰روز ۱۷ساعت ۴۷دقیقه ۱۵ثانیه | ۴٬۸۰۸  | ۱۷روز ۱۵ساعت ۵۳دقیقه ۱۸ثانیه | اس‌تی‌اس-۱     | ۱۲ آوریل ۱۹۸۱ | اس‌تی‌اس-۱۰۷   | ۱۶ ژانویه ۲۰۰۳ | ۰ / ۰               | [ ۸ ] [ ۱۰ ] [ ۱۱ ] |
| چلنجر     | OV-099              | ۱۰      | ۶۲روز ۰۷ساعت ۵۶دقیقه ۱۵ثانیه  | ۹۹۵    | ۰۸روز ۰۵ساعت ۲۳دقیقه ۳۳ثانیه | اس‌تی‌اس-۶     | ۴ آوریل ۱۹۸۳  | اس‌تی‌اس-۵۱-ال | ۲۸ زانویه ۱۹۸۶ | ۰ / ۰               | [ ۸ ] [ ۱۲ ]        |
| دیسکاوری  | OV-103              | ۳۹      | ۳۶۴روز ۲۲ساعت ۳۹دقیقه ۲۹ثانیه | ۵٬۸۳۰  | ۱۵روز ۰۲ساعت ۴۸دقیقه ۰۸ثانیه | اس‌تی‌اس-۴۱-دی | ۳۰ اوت ۱۹۸۴   | اس‌تی‌اس-۱۳۳   | ۲۴ فوریه ۲۰۱۱  | ۱ / ۱۳              | [ ۸ ]               |
| آتلانتیس  | OV-104              | ۳۳      | ۳۰۶روز ۱۴ساعت ۱۲دقیقه ۴۳ثانیه | ۴٬۸۴۸  | ۱۳روز ۲۰ساعت ۱۲دقیقه ۴۴ثانیه | اس‌تی‌اس-۵۱-ال | ۳ اکتبر ۱۹۸۵  | اس‌تی‌اس-۱۳۵   | ۸ ژوئیه ۲۰۱۱   | ۷ / ۱۲              | [ ۸ ]               |
| اندور     | OV-105              | ۲۵      | ۲۹۶روز ۰۳ساعت ۳۴دقیقه ۰۲ثانیه | ۴٬۶۷۷  | ۱۶روز ۱۵ساعت ۰۸دقیقه ۴۸ثانیه | اس‌تی‌اس-۴۹    | ۷ می ۱۹۹۲     | اس‌تی‌اس-۱۳۴   | ۱۶ می ۲۰۱۱     | ۱ / ۱۲              | [ ۸ ]               |
| مجموع     |                     | ۱۳۵     | ۱۳۳۰روز ۱۸ساعت ۹دقیقه ۴۴ثانیه | ۲۱٬۱۵۸ |                              |              |               |              |                | ۹ / ۳۷              |                     |

## فهرست پرتاب‌ها

### پرتاب‌های آزمایشی
- س: ساعت
- ر: روز
- د: دقیقه

فهرست پیشرو، شامل پروازهای آزمایشی و آزاد فضا پیمای انترپرایز است که حاوی سرنشین نبود.
| شماره | تاریخ پرتاب     | مأموریت | شاتل        | خدمه | لول پرواز   | مکان فرود | نکات                                                           | منبع          |
| ----- | --------------- | ------- | ----------- | ---- | ----------- | --------- | -------------------------------------------------------------- | ------------- |
| ۱     | ۱۲ آوریل ۱۹۷۷   | ALT-12  | «انترپرایز» | ۲    | ۰۰ر ۰۰س ۰۵د | ادواردز   | پرواز آزاد شاتل فضایی، اولین پروازِ بدون سرنشین                 | [ ۱۳ ] [ ۱۴ ] |
| ۲     | ۱۳ سپتامبر ۱۹۷۷ | ALT-13  | «انترپرایز» | ۲    | ۰۰ر ۰۰س ۰۵د | ادواردز   | دومین پوراز آزاد                                               | [ ۱۳ ]        |
| ۳     | ۲۳ سپتامبر ۱۹۷۷ | ALT-14  | «انتزپایر»  | ۲    | ۰۰ر ۰۰س ۰۵د | ادواردز   | سومین پرواز آزاد                                               | [ ۱۳ ]        |
| ۴     | ۱۲ اکتبر ۱۹۷۷   | ALT-15  | «انترپرایز» | ۲    | ۰۰ر ۰۰س ۰۲د | ادواردز   | چهارمین پرواز آزاد؛ اولین پرواز بدون تیلکان (پیکربندی عملیاتی) | [ ۱۳ ] [ ۱۵ ] |
| ۵     | ۲۶ اکتبر ۱۹۷۷   | ALT-16  | «انترپرایز» | ۲    | ۰۰ر ۰۰س ۰۲د | ادواردز   | پروازِ آزادِ نهایی، آخرین پرواز بدون سرنشین «انترپرایز»          | [ ۱۳ ] [ ۱۶ ] |

### فهرست پرتاب‌های و چرخش‌های مداری
| نام                        | انگلیسی                     | مخفف              |
| -------------------------- | --------------------------- | ----------------- |
| مرکز فضایی کندی            | Kennedy Space Center        | «کندی»            |
| پایگاه نیروی هوایی ادواردز | Edwards Air Force Base      | «ادواردز»         |
| ایستگاه فضایی میر          | Mir Space Station           | «میر»             |
| ایستگاه فضایی بین‌المللی    | International Space Station | «ا.ف.ب.»          |
| تلسکوپ فضایی هابل          | Hubble Space Telescope      | «هابل» / «ت.ف.ه.» |

| ش.  | تاریخ پرتاب       | ماموریت      | شاتل       | خدمه | مدت             | مقصد           | محل فرود  | نکات | منابع                   |
| --- | ----------------- | ------------ | ---------- | ---- | --------------- | -------------- | --------- | --- | ----------------------- |
| ۱   | ۱۲ آوریل ۱۹۸۱     | اس‌تی‌اس-۱     | «کلمبیا»   | ۲    | ۰۲ر ۰۶س         |                | ادواردز   | اولین پرتاب مدارگرد قابل بازیابی، اولین پرتاب «کلمبیا» | [ ۱۷ ] [ ۱۸ ] [ ۱۹ ]    |
| ۲   | ۱۲ نوامبر ۱۹۸۱    | اس‌تی‌اس-۲     | «کلمبیا»   | ۲    | ۰۲ر ۰۶س         |                | ادواردز   | اولین مدارگردِ سرنشین‌دارِ قابل بازیابی، اولین آزمایش بازوی روباتیک، ناتمام به دلیل مشکلات سلول‌های سوختی                                                      | [ ۲۰ ] [ ۲۱ ] [ ۲۲ ]    |
| ۳   | ۲۲ مارس ۱۹۸۲      | اس‌تی‌اس-۳     | «کلمبیا»   | ۲    | ۰۸ر ۰۰س         |                | وایت سندز | پرواز تحقیق و توسعه‌ای از شاتل، اولین فرود در پایگاه پرواز فضایی وایت سندز نیومکزیکو                                                                        | [ ۲۳ ] [ ۲۴ ]           |
| ۴   | ۲۷ جون ۱۹۸۲       | اس‌تی‌اس-۴     | «کلمبیا»   | ۲    | ۰۷ر ۰۱س         |                | ادواردز   | آخرین پرواز تحقیق و توسعه‌ای از شاتل، حمل اولین بار از وزارت دفاع                                                                                           | [ ۲۵ ]                  |
| ۵   | ۱۱ نوامبر ۱۹۸۲    | اس‌تی‌اس-۵     | «کلمبیا»   | ۴    | ۰۵ر ۰۲س         |                | ادواردز   | استقرار چندین محموله ماهواره مخابراتی. اولین برنامه EVA به دلیل نامناسب بودن لباس لغو شد                                                                   | [ ۱۹ ] [ ۲۶ ]           |
| ۶   | ۴ آوریل ۱۹۸۳      | اس‌تی‌اس-۶     | «چلنجر»    | ۳    | ۰۵ر ۰۰س         |                | ادواردز   | استقرار ماهواره رله داده و رهگیری، اولین پرواز شاتل «چلنجر»، اولین راهپیمایی فضایی                                                                         | [ ۲۷ ] [ ۲۸ ]           |
| ۷   | ۱۸ جون ۱۹۸۳       | اس‌تی‌اس-۷     | «چلنجر»    | ۵    | ۰۶ر ۰۲س         |                | ادواردز   | اولین فضانورد خانمِ آمریکایی سالی راید، چندین ماهواره مخابراتی، اولین استقرار و بازیابی ماهواره اس‌پی‌ای‌اس                                                    | [ ۲۹ ] [ ۳۰ ]           |
| ۸   | ۳۰ اوت ۱۹۸۳       | اس‌تی‌اس-۸     | «چلنجر»    | ۵    | ۰۶ر ۰۱س         |                | ادواردز   | استقرار چندین ماهواره مخابراتی، گیلفورد بالفورد اولین آمریکایی-آفریقایی در فضا، آزمایش بازویِ روباتیک بر روی بار سنگین در محفظه بار، اولین فرود در شب       | [ ۳۱ ] [ ۳۲ ]           |
| ۹   | ۲۸ نوامبر ۱۹۸۳    | اس‌تی‌اس-۹     | «کلمبیا»   | ۶    | ۱۰ر ۰۷س         |                | ادواردز   | اولین مأموریت آزمایش‌گاه فضایی | [ ۳۳ ] [ ۳۴ ]           |
| ۱۰  | ۳ فوریه ۱۹۸۴      | اس‌تی‌اس-۴۱-بی | «چلنجر»    | ۵    | ۰۷ر ۲۳س         |                | کندی      | استقرار ماهواره‌های مخابراتی، اولین راهپیمایی فضایی توسط بروس مکندلس دوم به همراه واحد انتقال انسانی، اولین فرود در پایگاه فضایی کندی                       | [ ۳۵ ] [ ۳۶ ]           |
| ۱۱  | ۶ آوریل ۱۹۸۴      | اس‌تی‌اس-۴۱-سی | «چلنجر»    | ۵    | ۰۶ر ۲۳س         | سولار مامس     | ادواردز   | تعمیر و رسیدگی به سولار ماکس (ابتدا ماهواره بازیابی توسط فضانوردان بازیابی شد)، استقرار ای‌دی‌ایی‌اف                                                          | [ ۳۷ ] [ ۳۸ ] [ ۳۹ ]    |
| ۱۲  | ۳۰ اوت ۱۹۸۳       | اس‌تی‌اس-۴۱-دی | دیسکاوری   | ۶    | ۰۶ر ۰۰س         |                | ادواردز   | چندن ماهواره مخابراتی در مدار مستقر شد، اولین پرواز «دیسکاوری»، آزمایش بردار خورشیدیِ OAST-1                                                                | [ ۴۰ ] [ ۴۱ ]           |
| ۱۳  | ۵ اکتبر ۱۹۸۴      | اس‌تی‌اس۴۱-جی  | «چلنجر»    | ۷    | ۰۸ر ۰۵س         |                | «کندی»    | استقرار ماهواره تخمین تششع زمین، اولین پروازی که دو زن فضانورد حضور داشتند: راید و سالیوان، اولین راهپیمایی زنِ آمریکایی، اولین کانادایی در فضا: مارک گرانو | [ ۴۲ ] [ ۴۳ ]           |
| ۱۴  | ۸ نوامبر ۱۹۸۴     | اس‌تی‌اس-۵۱-ا  | «دیسکاوری» | ۵    | ۰۷ر ۲۳س         | پالاپا و وستار | «کندی»    | استقرار چندین ماهواره مخابراتی، بازیابی دو ماهواره مخابراتی قدیمیِ پالاپا بی۲ و وستار ۴ که مورد تعمیر قرار گرفت و در مدار زمین جا گرفت                      | [ ۴۴ ] [ ۴۵ ]           |
| ۱۵  | ۲۴ ژانویه ۱۹۸۵    | اس‌تی‌اس-۵۱-سی | «دیسکاوری» | ۵    | ۰۳ر ۰۱س         |                | «کندی»    | اولین مأموریتِ محرمانه با محموله‌ای از سوی وازرت دفاع ایلات متحده؛ ماهواره مگنوم مستقر شد                                                                    | [ ۴۶ ] [ ۴۷ ] [ ۴۸ ]    |
| ۱۶  | ۱۲ آوریل ۱۹۸۵     | اس‌تی‌اس-۵۱-دی | «دیسکاوری» | ۷    | ۰۶ر ۲۳س         |                | «کندی»    | استقرار چندین ماهواره مخابراتی، اولین فضانورد در فضا: جم گارن، اولین راهپیمایی فضایی برای تعمیر Syncom F3                                                  | [ ۴۹ ] [ ۵۰ ]           |
| ۱۷  | ۲۹ آوریل ۱۹۸۵     | اس‌تی‌اس-۵۱-بی | «چلنجر»    | ۷    | ۰۷ر ۰۰س         |                | ادواردز   | مأموریت آزمایشگاه فضایی | [ ۵۱ ] [ ۵۲ ]           |
| ۱۸  | ۱۷ جون ۱۹۸۵       | اس‌تی‌اس-۵۱-جی | «دیسکاوری» | ۷    | ۰۷ر ۰۱س         |                | ادواردز   | استقرار چندین ماهواره مخابراتی، اولین پرواز عضوی از خاندان سلطنتی از عربستان سعودی و نیز اولین مسلمان و عرب در فضا: «سلطان ن سلمان بن عبدالعزیز»           | [ ۵۳ ] [ ۵۴ ]           |
| ۱۹  | ۲۹ ژوئیه ۱۹۸۵     | اس‌تی‌اس-۵۱-اف | «چلنجر»    | ۷    | ۰۷ر ۲۲س         |                | ادواردز   | ماموریت آزمایشگاه فضایی، عدم قرارگیری در مدار | [ ۵۵ ] [ ۵۶ ]           |
| ۲۰  | ۲۷ اوت ۱۹۸۵       | اس‌تی‌اس-۵۱-آی | «دیسکاوری» | ۵    | ۰۷ر ۰۲س         | Leasat-3       | ادواردز   | استقرار چنیدن ماهواره مخابراتی، عملیات نجات سینکام اف۳ توسط فضانوردان                                                                                      |                         |
| ۲۱  | ۳ اکتبر ۱۹۸۵      | اس‌تی‌اس-۵۱-جی | «آتلانتیس» | ۵    | ۰۴ر ۰۱س         |                | ادواردز   | دومین محموله طبقه‌بندی شده توسط وزارت دفاع آمریکا، اولین پرتاب «آتلانتیس»                                                                                   | [ ۴۶ ] [ ۵۷ ] [ ۵۸ ]    |
| ۲۲  | ۳۰ اکتبر ۱۹۸۵     | اس‌تی‌اس-۶۱-آ  | «چلنجر»    | ۸    | ۰۷ر ۰۰س         |                | ادواردز   | آزمایشگاه فضایی-دی۱، حمایت مالی از سوی آلمان، آخرین مأموریت موفق «چلنجر»                                                                                   | [ ۵۹ ] [ ۶۰ ]           |
| ۲۳  | ۲۶ نوامبر ۱۹۸۵    | اس‌تی‌اس-۶۱-بی | «آتلانتیس» | ۷    | ۰۶ر ۲۱س         |                | ادواردز   | استقرار چندین ماهواره مخابراتی در فضا، آزمایش ابزار کمکی برای راهپیمایی فضایی. اولین مکزیکی در فضا: رودولفو نری ولا                                        | [ ۶۱ ] [ ۶۲ ]           |
| ۲۴  | ۱۲ ژانویه ۱۹۸۶    | اس‌تی‌اس-۶۱-سی | «کلمبیا»   | ۷    | ۰۶ر ۰۲س         |                | ادواردز   | استقرار چندین ماهواره مخابراتی، پرواز اولین نماینده مجلس ایلات متحده به فضا:بیل نلسون                                                                      | [ ۶۳ ] [ ۶۴ ]           |
| ۲۵  | {۲۸ ژانویه ۱۹۸۶   | اس‌تی‌اس-۵۱-ال | چلنجر      | ۷    | ۰۰ر ۰۰س ۰۱د ۱۳ث |                | انجام نشد | استقرار تی‌دی‌آراس برنامه‌ریزی شده بود، اما انفجار فضاپیمای «چلنجر» رخداد. اولین معلم در فضا برنامه‌ریزی شده بود                                               | [ ۶۵ ] [ ۶۶ ]           |
| ۲۶  | ۲۹ سپتامبر ۱۹۸۸   | اس‌تی‌اس-۲۶    | «دیسکاوری» | ۵    | ۰۴ر ۰۱س         |                | ادواردز   | استقرار تی‌دی‌آراس، اولین پرتاب بعد از فاجعه «چلنجر» | [ ۶۷ ] [ ۶۸ ]           |
| ۲۷  | ۲ دسامبر ۱۹۸۸     | اس‌تی‌اس-۲۷    | «آتلانتیس» | ۵    | ۰۴ر ۰۹س         |                | ادواردز   | انجام مأموریت محرمانه برای وزارت دفاع آمریکا، استقرار ماهواره لاکروزی ۱                                                                                    | [ ۴۶ ] [ ۶۹ ] [ ۷۰ ]    |
| ۲۸  | ۱۳ مارس ۱۹۸۸      | اس‌تی‌اس-۲۹    | «دیسکاوری» | ۵    | ۰۴ر ۲۳س         |                | ادواردز   | آزمایش رادیاتور ایستگاه فضایی | [ ۷۱ ] [ ۷۲ ]           |
| ۲۹  | ۴ می ۱۹۸۹         | اس‌تی‌اس-۳۰    | «آتلانتیس» | ۵    | ۰۴ر ۰۰س         |                | ادواردز   | کاشف ماژالان، کاشف سیاره ونوس مستقر شد | [ ۷۳ ] [ ۷۴ ]           |
| ۳۰  | ۸ اوت ۱۹۸۹        | اس‌تی‌اس-۲۸    | «کلمبیا»   | ۵    | ۰۵ر ۰۱س         |                | ادواردز   | چهارمین محموله محرمانه وزارت دفاع، استقرار ماهواره سامانه داده‌ایی                                                                                          | [ ۴۶ ] [ ۷۵ ] [ ۷۶ ]    |
| ۳۱  | ۱۸ اکتبر ۱۹۸۹     | اس‌تی‌اس-۳۴    | «آتلانتیس  | ۵    | ۰۴ر ۲۳س         |                | ادواردز   | گالیله، کاشف مریخ مستقر شد | [ ۷۷ ] [ ۷۸ ]           |
| ۳۲  | ۲۲ نوامبر ۱۹۸۹    | اس‌تی‌اس-۳۳    | «دیسکاوری» | ۵    | ۰۵ر ۰۰س         |                | ادواردز   | پنجمین محموله محرمانه وزارت دفاع آمریکا انجام شد، مگنوم/آی‌یواس                                                                                             | [ ۴۶ ] [ ۷۹ ] [ ۸۰ ]    |
| ۳۳  | ۹ ژانویه ۱۹۹۰     | اس‌تی‌اس-۳۲    | «کلمبیا»   | ۵    | ۱۰ر ۲۱س         | ال‌دی‌ایی‌اف      | ادواردز   | استقرار ماهواره SYNCOM IV-F5، بازیابی ماهواره ال‌دی‌ایی‌اف | [ ۸۱ ] [ ۸۲ ]           |
| ۳۴  | ۲۸ فوریه ۱۹۹۰     | اس‌تی‌اس-۳۶    | «آتلانتیس  | ۵    | ۰۴ر ۱۰س         |                | ادواردز   | ششمین محموله محرمانه وزارت دفاع آمریکا، استقرار پروژه میستی                                                                                                | [ ۴۶ ] [ ۸۳ ] [ ۸۴ ]    |
| ۳۵  | ۲۴ آوریل ۱۹۹۰     | اس‌تی‌اس-۳۱    | «دیسکاوری» | ۵    | ۰۵ر ۰۱س         |                | ادواردز   | استقرار تلسکوپ فضایی هابل | [ ۸۵ ] [ ۸۶ ]           |
| ۳۶  | ۶ اکتبر ۱۹۹۰      | اس‌تی‌اس-۴۱    | «دیسکاوری» | ۵    | ۰۴ر ۰۲س         |                | ادواردز   | استقرار اولیسس/آی‌یواس | [ ۸۷ ] [ ۸۸ ]           |
| ۳۷  | ۱۵ نوامبر ۱۹۹۰    | اس‌تی‌اس-۳۸    | «آتلانتیس  | ۵    | ۰۴ر ۲۱س         |                | «کندی»    | استقرار هفتمین مأموریت محرمانه وزارت دفاع آمریکا، مانند استقرار اس‌دی‌اس-۲                                                                                   | [ ۴۶ ] [ ۸۹ ] [ ۹۰ ]    |
| ۳۸  | ۲ دسامبر ۱۹۹۰     | اس‌تی‌اس-۳۵    | «کلمبیا»   | ۷    | ۰۸ر ۲۳س         |                | ادواردز   | استفاده از مشاهده‌گر آسترو-۱ | [ ۹۱ ] [ ۹۲ ]           |
| ۳۹  | ۵ آوریل ۱۹۹۰      | اس‌تی‌اس-۳۷    | «آتلانتیس  | ۵    | ۰۵ر ۲۳س         |                | ادواردز   | استقرار مشاهده‌گر اشعه گاما کمپتون | [ ۹۳ ] [ ۹۴ ]           |
| ۴۰  | ۲۸ آوریل ۱۹۹۱     | اس‌تی‌اس-۳۹    | «دیسکاوری» | ۷    | ۰۸ر ۰۷س         |                | «کندی»    | اولین مأموریت غیرِمحرمانه وزارت دفاع آمریکا، آزمایش‌های علمی-نظامی                                                                                           | [ ۴۶ ] [ ۹۵ ] [ ۹۶ ]    |
| ۴۱  | ۵ جون ۱۹۹۱        | اس‌تی‌اس-۴۰    | «کلمبیا»   | ۷    | ۰۹ر ۰۲س         |                | ادواردز   | مأموریت آزمایشگاه فضایی (اسکالی‌لب) | [ ۹۷ ]                  |
| ۴۲  | ۲ اوت ۱۹۹۱        | اس‌تی‌اس-۴۳    | «آتلانتیس  | ۵    | ۰۸ر ۲۱س         |                | «کندی»    | استقرار چندم ماهواره ارسال داده و رله | [ ۹۸ ]                  |
| ۴۳  | ۱۲ سپتامبر ۱۹۹۱   | اس‌تی‌اس-۴۸    | «دیسکاوری» | ۵    | ۰۵ر ۰۸س         |                | ادواردز   | ماهواره تحقیقاتِ فرا-اتمسفر مستقر شد | [ ۹۹ ]                  |
| ۴۴  | ۲۴ نوامبر ۱۹۹۱    | اس‌تی‌اس-۴۴    | «آتلانتیس  | ۶    | ۰۶ر ۲۲س         |                | ادواردز   | استقرار ماهواره برنامه پشتیبانی دفاعی | [ ۱۰۰ ]                 |
| ۴۵  | ۲۲ ژانویه ۱۹۹۲    | اس‌تی‌اس-۴۲    | «دیسکاوری» | ۷    | ۰۸ر ۰۱س         |                | ادواردز   | مأموریت آزمایشگاه فضایی (اسکاٰلب) | [ ۱۰۱ ]                 |
| ۴۶  | ۲۴ مارس ۱۹۹۲      | اس‌تی‌اس-۴۵    | «آتلانتیس  | ۷    | ۰۸ر ۲۲س         |                | «کندی»    | سکوی اطلس-۱ (ATLAS-1) | [ ۱۰۲ ]                 |
| ۴۷  | ۷ می ۱۹۹۲         | اس‌تی‌اس-۴۹    | «اندور»    | ۷    | ۰۸ر ۲۱س         |                | ادواردز   | تعمیر اینتل‌ست ۶، اولین پرواز «اندور»، اولین مأموریتی که با سه فضانوردِ راهپیمایی فضایی انجام شد،                                                            | [ ۱۰۳ ]                 |
| ۴۸  | ۲۵ جون ۱۹۹۲       | اس‌تی‌اس-۵۰    | «کلمبیا»   | ۷    | ۱۳ر ۱۹س         |                | «کندی»    | مأموریت آزمایش‌گاهی فضایی (اسکای‌لب) | [ ۱۰۴ ]                 |
| ۴۹  | ۳۱ ژوئیه ۱۹۹۲     | اس‌تی‌اس-۴۶    | «آتلانتیس  | ۷    | ۰۷ر ۲۳س         |                | «کندی»    | استقرار اورکا و علیات مشترک ناسا با سازمان فضایی ایتالیا                                                                                                   | [ ۱۰۵ ]                 |
| ۵۰  | ۱۲ سپتامبر ۱۹۹۲   | اس‌تی‌اس-۴۷    | «اندور»    | ۷    | ۰۷ر ۲۲س         |                | «کندی»    | آزمایشگاه فضاییِ-جی، مأموریت مربوط به سازمان فضایی ژاپن | [ ۱۰۶ ]                 |
| ۵۱  | ۲۲ اکتبر ۱۹۹۲     | اس‌تی‌اس-۵۲    | «کلمبیا»   | ۶    | ۰۹ر ۲۰س         |                | «کندی»    | لاجئوس ۲، آزمایش‌های ریزجاذبه | [ ۱۰۷ ]                 |
| ۵۲  | ۲ دسامبر ۱۹۹۲     | اس‌تی‌اس-۵۳    | «دیسکاوری» | ۵    | ۰۷ر ۰۷س         |                | ادواردز   | مأموریت نیمه محرمانه وزارت دفاع، دهمین مأموریت وزابت دفاع، استقرار ماهواره اس‌دی‌اس۲                                                                         | [ ۴۶ ] [ ۱۰۸ ]          |
| ۵۳  | ۱۳ ژانویه ۱۹۹۳    | اس‌تی‌اس-۵۴    | «اندور»    | ۵    | ۰۵ر ۲۳س         |                | «کندی»    | استقرار ماهواره ارسال داده و رله-اف و آی‌یواس | [ ۱۰۹ ]                 |
| ۵۴  | ۸ آوریل ۱۹۹۳      | اس‌تی‌اس-۵۶    | «دیسکاوری» | ۵    | ۰۹ر ۰۶س         |                | «کندی»    | سکوی علمی اطلس-۲ | [ ۱۱۰ ]                 |
| ۵۵  | ۲۶ آوریل ۱۹۹۳     | اس‌تی‌اس-۵۵    | «کلمبیا»   | ۷    | ۰۹ر ۲۳س         |                | ادواردز   | اسکای‌لب-دی۲، با حمایتِ مالیِ آلمان | [ ۱۱۱ ]                 |
| ۵۶  | ۲۱ جون ۱۹۹۳       | اس‌تی‌اس-۵۷    | «اندور»    | ۶    | ۰۹ر ۲۳س         |                | «کندی»    | اسپیس‌هب، جمل‌کننده قابل‌بازیابی اروپایی | [ ۱۱۲ ]                 |
| ۵۷  | ۱۲ سپتامبر ۱۹۹۳   | اس‌تی‌اس-۵۱    | «دیسکاوری» | ۵    | ۰۹ر ۲۰س         |                | «کندی»    | استقرار ماهواره ACTS. SPAS-Orfeus به همراه دوربین آی‌مکس | [ ۱۱۳ ]                 |
| ۵۸  | ۱۸ اکتبر ۱۹۹۳     | اس‌تی‌اس-۵۸    | «کلمبیا»   | ۷    | ۱۴ر ۰۰س         |                | ادواردز   | مأموریت اسکای‌لب (آزمایشگاه فضایی) | [ ۱۱۴ ]                 |
| ۵۹  | ۲ دسامبر ۱۹۹۳     | اس‌تی‌اس-۶۱    | «اندور»    | ۷    | ۱۰ر ۱۹س         | هابل           | «کندی»    | تعمیر و خدمتٰ‌رسانی به تلسکوپ فضایی هابل | [ ۱۱۵ ]                 |
| ۶۰  | ۳ فوریه ۱۹۹۴      | اس‌تی‌اس-۶۰    | «دیسکاوری» | ۶    | ۰۷ر ۰۶س         |                | «کندی»    | اسپیس‌هب، تأسیسات ویک شیلد | [ ۱۱۶ ]                 |
| ۶۱  | ۴ مارس ۱۹۹۴       | اس‌تی‌اس-۶۲    | «کلمبیا»   | ۵    | ۱۳ر ۲۳س         |                | «کندی»    | آزمایش‌های ریز-جاذبه | [ ۱۱۷ ]                 |
| ۶۲  | ۹ آوریل ۱۹۹۴      | اس‌تی‌اس-۵۹    | «اندور»    | ۶    | ۱۱ر ۰۵س         |                | ادواردز   | آزمایشگاه رادار شاتل-۱ | [ ۱۱۸ ]                 |
| ۶۳  | ۸ ژوئیه ۱۹۹۴      | اس‌تی‌اس-۶۵    | «کلمبیا»   | ۷    | ۱۴ر ۱۷س         |                | «کندی»    | مأموریت آزمایش‌گاه فضایی | [ ۱۱۹ ]                 |
| ۶۴  | ۹ سپتامبر ۱۹۹۴    | اس‌تی‌اس-۶۴    | «دیسکاوری» | ۶    | ۱۰ر ۲۲س         |                | ادواردز   | چندین آزمایش علمی؛ اسپارتان | [ ۱۲۰ ]                 |
| ۶۵  | ۳۰ سپتامبر ۱۹۹۴   | اس‌تی‌اس-۶۸    | «اندور»    | ۶    | ۱۱ر ۰۵س         |                | ادواردز   | آزمایشه راداری فضایی-۲ | [ ۱۲۱ ]                 |
| ۶۶  | ۳ نوامبر ۱۹۹۴     | اس‌تی‌اس-۶۶    | «آتلانتیس  | ۶    | ۱۰ر ۲۲س         |                | ادواردز   | سکوی علمی اطلس-۳ (ATLAS-3) | [ ۱۲۲ ]                 |
| ۶۷  | ۳ فوریه ۱۹۹۵      | دیسکاوری-۶۳  | «دیسکاوری» | ۶    | ۰۸ر ۰۶س         | میر            | «کندی»    | اتصال به ایستگاه فضایی میر، آزمایشگاه فضایی، آی‌مکس | [ ۱۲۳ ]                 |
| ۶۸  | ۲ مارس ۱۹۹۵       | اس‌تی‌اس-۶۷    | «اندور»    | ۷    | ۱۶ر ۱۵س         |                | ادواردز   | آسترو-۲ | [ ۱۲۴ ]                 |
| ۶۹  | ۲۷ جون ۱۹۹۵       | اس‌تی‌اس-۷۱    | «آتلانتیس  | ۷/۸  | ۰۹ر ۱۹س         | میر            | «کندی»    | اولین اتصال شاتل-میر | [ ۱۲۵ ]                 |
| ۷۰  | ۱۳ ژوئیه ۱۹۹۳     | اس‌تی‌اس-۷۰    | «دیسکاوری» | ۵    | ۰۸ر ۲۲س         |                | «کندی»    | استقرار چندین ماهواره مخابراتی و رلهٔ داده | [ ۱۲۶ ] [ ۱۲۷ ]         |
| ۷۱  | ۷ سپتامبر ۱۹۹۵    | اس‌تی‌اس-۶۹    | «اندور»    | ۵    | ۱۰رو ۲۰سا       |                | «کندی»    | تأسیسات سپر ویک، اسپارتان | [ ۱۲۸ ] [ ۱۲۹ ]         |
| ۷۲  | ۲۰ اکتبر ۱۹۹۵     | اس‌تی‌اس-۷۳    | «کلمبیا»   | ۷    | ۱۵ر ۲۱ س        |                | «کندی»    | مأموریت آزمایشگاه فضایی | [ ۱۳۰ ] [ ۱۳۱ ]         |
| ۷۳  | November 12، ۱۹۹۵ | اس‌تی‌اس-۷۴    | «آتلانتیس» | ۵    | ۰۸ر ۰۴س         | «میر»          | «کندی»    | دومین اتصال شاتل-میر. بردن محمولهٔ ماژولِ اتصال، دوربین آی‌مکس در بخش بار                                                                                     | [ ۱۳۲ ] [ ۱۳۳ ]         |
| ۷۴  | January 11، ۱۹۹۶  | اس‌تی‌اس-۷۲    | «اندور»    | ۶    | ۰۸ر ۲۲س         | . پ. ف         | «کندی»    | بازیابی واحد پرنده فضایی ژاپن (Space Flyer Unit)، دو بار راهپیمایی فضایی                                                                                   | [ ۱۳۴ ] [ ۱۳۵ ]         |
| ۷۵  | ۲۲ فوریه ۱۹۹۶     | اس‌تی‌اس-۷۵    | «کلمبیا»   | ۷    | ۱۵ر ۱۷س         |                | «کندی»    | تعمیر ماهواره خراب | [ ۱۳۶ ] [ ۱۳۷ ]         |
| ۷۶  | ۲۲ مارس ۱۹۹۶      | اس‌تی‌اس-۷۶    | «آتلانتیس» | ۶/۵  | ۰۹ر ۰۵س         | «میر»          | ادواردز   | اتصالِ میر-شاتل | [ ۱۳۸ ] [ ۱۳۹ ]         |
| ۷۷  | ۱۹ می ۱۹۹۶        | اس‌تی‌اس-۷۷    | «اندور»    | ۶    | ۱۰ر ۰۰س         |                | «کندی»    | اسپیس‌هب؛ اسپارتان | [ ۱۴۰ ] [ ۱۴۱ ]         |
| ۷۸  | ۲۰ جون ۱۹۹۶       | اس‌تی‌اس-۷۸    | «کلمبیا»   | ۷    | ۱۶ر ۲۱س         |                | «کندی»    | مأموریتِ آزمایشگاهِ فضایی | [ ۱۴۲ ] [ ۱۴۳ ]         |
| ۷۹  | ۱۶ سپتامبر ۱۹۹۶   | اس‌تی‌اس-۷۹    | «آتلانتیس» | ۶/۶  | ۱۰رو ۰۳س        | «میر»          | «کندی»    | اتصالِ میر-شاتل | [ ۱۴۴ ] [ ۱۴۵ ]         |
| ۸۰  | ۱۹ نوامبر ۱۹۹۶    | اس‌تی‌اس-۸۰    | «کلمبیا»   | ۵    | ۱۷ر ۱۵س         |                | «کندی»    | تأسیسات سپر وِیک، آسترو-اسپاس | [ ۱۴۶ ] [ ۱۴۷ ]         |
| ۸۱  | ۱۲ ژانویه ۱۹۹۷    | اس‌تی‌اس-۸۱    | «آتلانتیس» | ۶/۶  | ۱۰ر ۰۴س         | «میر»          | «کندی»    | اتصالِ میر-شاتل | [ ۱۴۸ ] [ ۱۴۹ ]         |
| ۸۲  | ۱۱ فوریه ۱۹۹۷     | اس‌تی‌اس-۸۲    | «دیسکاوری» | ۷    | ۰۹ر ۲۳س         | ت.ف. ه ∗       | «کندی»    | تعمیر و رسیدگی به تلسکوپ فضایی هابل | [ ۱۵۰ ] [ ۱۵۱ ]         |
| ۸۳  | ۴ آوریل ۱۹۹۷      | اس‌تی‌اس-۸۳    | «کلمبیا»   | ۷    | ۰۳ر ۲۳س         |                | «کندی»    | ناتمام ماند، به دلیل اشکال در سلول سوختی | [ ۱۵۲ ] [ ۱۵۳ ]         |
| ۸۴  | ۱۵ می ۱۹۹۷        | اس‌تی‌اس-۸۴    | «آتلانتیس» | ۷/۷  | ۰۹ر ۰۵س         | «میر»          | «کندی»    | اتصالِ میر-شاتل | [ ۱۵۴ ] [ ۱۵۵ ]         |
| ۸۵  | ۱ ژوئیه ۱۹۹۷      | اس‌تی‌اس-۹۴    | «کلمبیا»   | ۷    | ۱۵ر ۱۶س         |                | «کندی»    | مأموریت آزمایشگاه فضایی | [ ۱۵۶ ] [ ۱۵۷ ]         |
| ۸۶  | ۷ اوت ۱۹۹۷        | اس‌تی‌اس-۸۵    | «دیسکاوری» | ۶    | ۱۱ر ۲۰س         |                | «کندی»    | CRISTA-SPAS | [ ۱۵۸ ] [ ۱۵۹ ]         |
| ۸۷  | ۲۵ سپتامبر ۱۹۹۷   | اس‌تی‌آس-۸۶    | «آتلانتیس» | ۷/۷  | ۱۰ر ۱۹س         | «میر»          | «کندی»    | اتصالِ میر-شاتل | [ ۱۶۰ ] [ ۱۶۱ ]         |
| ۸۸  | ۱۹ نوامبر ۱۹۹۷    | اس‌تی‌اس-۸۷    | «کلمبیا»   | ۶    | ۱۵ر ۱۶س         |                | «کندی»    | آزمایشِ ریز-گرانشی، دو بار راهپیمایی فضایی، اسپارتان | [ ۱۶۲ ] [ ۱۶۳ ]         |
| ۸۹  | ۲۲ ژانویه ۱۹۹۸    | اس‌تی‌اس-۸۹    | «اندور»    | ۷/۷  | ۰۸ر ۱۹س         | «میر»          | «کندی»    | اتصالِ میر-شاتل | [ ۱۶۴ ] [ ۱۶۵ ]         |
| ۹۰  | ۱۷ آوریل ۱۹۹۸     | اس‌تی‌اس-۹۰    | «کلمبیا»   | ۷    | ۱۵ر ۲۱س         |                | «کندی»    | ماموریت آزمایشگاه فضایی | [ ۱۶۶ ] [ ۱۶۷ ]         |
| ۹۱  | ۲ جون ۱۹۹۸        | اس‌تی‌اس-۹۱    | «دیسکاوری» | ۶/۷  | ۰۹ر ۱۹س         | «میر»          | «کندی»    | آخرین اتصال شاتل-میر | [ ۱۶۸ ] [ ۱۶۹ ]         |
| ۹۲  | ۲۹ اکتبر ۱۹۹۸     | اس‌تی‌اس-۹۵    | «دیسکاوری» | ۷    | ۰۸ر ۲۱س         |                | «کندی»    | اسپیس‌هاب، پرواز مجدد جان گلن | [ ۱۷۰ ] [ ۱۷۱ ]         |
| ۹۳  | ۴ دسامبر ۱۹۹۸     | اس‌تی‌اس-۸۸    | «اندور»    | ۶    | ۱۱ر ۱۹س         | ا.ف. ب         | «کندی»    | اسمبل کردن قطعهٔ «یونیتی» ا.ب.ف. اولین پرواز شاتل به ا.ف. ب برای اسمبل کردن.                                                                                | [ ۱۷۲ ] [ ۱۷۳ ]         |
| ۹۴  | ۲۷ می ۱۹۹۹        | اس‌تی‌اس-۹۶    | «دیسکاوری» | ۷    | ۰۹ ر ۱۹س        | آی‌اس‌اس         | «کندی»    | پشتیبانیِ ایستگاه فضایی | [ ۱۷۴ ] [ ۱۷۵ ]         |
| ۹۵  | ۲۳ ژوئیه ۱۹۹۹     | اس‌تی‌اس-۹۳    | «کلمبیا»   | ۵    | ۰۴ر ۲۲س         |                | «کندی»    | استقرارِ مشاهده‌گر اکس-ری | [ ۱۷۶ ] [ ۱۷۷ ]         |
| ۹۶  | ۱۹ دسامبر ۱۹۹۹    | اس‌تی‌اس-۱۰۳   | «دیسکاوری» | ۷    | ۰۷ر ۲۳س         | هابل           |           | خدمت‌رسانی به تلسکوپ فضاییِ هابل | [ ۱۷۸ ] [ ۱۷۹ ]         |
| ۹۷  | ۱۱ فوریه ۲۰۰۰     | اس‌تی‌اس-۹۹    | «اندور»    | ۶    | ۱۱ر ۰۵س         |                | «کندی»    | مأموریت رادارِ توپولوژی نگاریِ شاتل | [ ۱۸۰ ] [ ۱۸۱ ]         |
| ۹۸  | ۱۹ می ۲۰۰۰        | اس‌تی‌اس-۱۰۱   | «آتلانتیس» | ۷    | ۰۹ر ۲۱س         | ا.ف. ب         | «کندی»    | خدماتِ مربوط به ایستگاه فضایی بین‌المللی | [ ۱۸۲ ] [ ۱۸۳ ]         |
| ۹۹  | ۹ سپتامبر ۲۰۰۰    | اس‌تی‌اس-۱۰۶   | «آتلانتیس» | ۷    | ۱۱ر ۱۹س         | ا.ف. ب         | «کندی»    | خدمت‌رسانی به ایستگاه فضایی بین‌المللی | [ ۱۸۴ ] [ ۱۸۵ ]         |
| ۱۰۰ | ۱۱ اکتبر ۲۰۰۰     | اس‌تی‌اس-۹۲    | «دیسکاوری» | ۷    | ۱۲ر ۲۱س         | ۱. ف. ب        | ادوادرز   | دنباله اسمبلی ا.ف.ب، پرواز ۳آ: الحاقِ ساختارِ خوشه | [ ۱۸۶ ] [ ۱۸۷ ]         |
| ۱۰۱ | ۳۰ نوامبر ۲۰۰۰    | اس‌تی‌اس-۹۷    | «اندور»    | ۵    | ۱۰ر ۱۹س         | ا.ف. ب         | «کندی»    | دنباله اسمبلی ا.ف.ب، پرواز ۴آ: الحاقِ ساختارِ خوشه | [ ۱۸۸ ] [ ۱۸۹ ]         |
| ۱۰۲ | ۷ فوریه ۲۰۰۱      | اس‌تی‌اس-۹۸    | «آتلانتیس» | ۵    | ۱۲ر ۲۱س         | ا.ف. ب         | ادوادرز   | دنباله اسمبلی ا.ف.ب، پرواز ۵آ: الحاقِ ساختارِ خوشه، ماژول دستینی                                                                                             | [ ۱۹۰ ] [ ۱۹۱ ]         |
| ۱۰۳ | ۸ مارس ۲۰۰۱       | اس‌تی‌اس-۱۰۲   | «دیسکاوری» | ۷/۷  | ۱۲ر ۱۹س         | ا.ف. ب         | «کندی»    | پشتیبانیِ ایستگاه فضایی بین‌المللی (ا.ف. ب)، تعویض خدمه | [ ۱۹۲ ] [ ۱۹۳ ]         |
| ۱۰۴ | ۱۹ آوریل ۲۰۰۱     | اس‌تی‌اس-۱۰۰   | «اندور»    | ۷    | ۱۲ر ۲۱س         | ا.ف. ب         | ادواردز   | اسمبلی ایستگاه فضایی پرواز ۶آ: بازوی رباتیک، اولین راهپیمایی فضایی به وسیلهٔ یک کانادایی: «کریس هدلفیلد»                                                    | [ ۱۹۴ ] [ ۱۹۵ ]         |
| ۱۰۵ | ۱۲ ژوئیه ۲۰۰۱     | اس‌تی‌اس-۱۰۴   | «آتلانتیس» | ۵    | ۱۲ر ۱۸س         | ا.ف.ب.         | «کندی»    | دنبالهٔ اسمبلی ایستگاه فضایی، پرواز ۷آ | [ ۱۹۶ ] [ ۱۹۷ ]         |
| ۱۰۶ | ۱۰ اوت ۲۰۰۱       | اس‌تی‌اس-۱۰۵   | «دیسکاوری» | ۷/۷  | ۱۱ر ۲۱س         | ا.ف.ب.         | «کندی»    | پشتیبانیِ استگاه فضایی، تعویض خدمه | [ ۱۹۸ ] [ ۱۹۹ ]         |
| ۱۰۷ | ۵ دسامبر ۲۰۰۱     | اس‌تی‌اس-۱۰۸   | «اندور»    | ۷/۷  | ۱۱ر ۱۹س         | ا.ف.ب.         | «کندی»    | پشتیبانیِ استگاه فضایی، تعویض خدمه | [ ۲۰۰ ] [ ۲۰۱ ]         |
| ۱۰۸ | ۱ مارس ۲۰۰۲       | اس‌تی‌اس-۱۰۹   | «کلمبیا»   | ۷    | ۱۰ر ۲۲س         | هابل           | «کندی»    | خدمت‌رسانی به تلسکوپ فضاییِ هابل، آخرین مأموریت موفقِ شاتل «کلمبیا»                                                                                           | [ ۲۰۲ ] [ ۲۰۳ ]         |
| ۱۰۹ | ۸ آوریل ۲۰۰۲      | اس‌تی‌اس-۱۰۰   | «آتلانتیس» | ۷    | ۱۰ر ۱۹س         | ا.ف. ب         | «کندی»    | دنبالهٔ اسمبلی ایستگاه فضایی پرواز ۸آ: اتصالِ ساختاری خوشه‌ایی                                                                                                | [ ۲۰۴ ] [ ۲۰۵ ]         |
| ۱۱۰ | ۵ جون ۲۰۰۲        | اس‌تی‌اس-۱۱۱   | «اندور»    | ۷/۷  | ۱۳ر ۲۰س         | ا.ف.ب.         | ادواردز   | پشتیبانی ایستگاه فضایی، تعویض خدمه، پایگاه سامانهٔ متحرک | [ ۲۰۶ ] [ ۲۰۷ ]         |
| ۱۱۱ | ۷ اکتبر ۲۰۰۲      | اس‌تی‌اس-۱۱۲   | «آتلانتیس» | ۶    | ۱۰ر ۱۹س         | ا.ف.ب.         | «کندی»    | دنبالهٔ اسمبلیِ ا.ف.ب. پرواز ۹آ، یکپارچه‌سازی ساختارِ خوشه | [ ۲۰۸ ] [ ۲۰۹ ]         |
| ۱۱۲ | ۲۳ نوامبر ۲۰۰۲    | اس‌تی‌اس-۱۱۳   | «اندور»    | ۷/۷  | ۱۳ر ۱۸س         | ا.ف.ب.         | «کندی»    | دنبالهٔ اسمبلیِ ایستگاه فضایی بین‌المللی، تعویض خدمه، آخرین مأموریت موفق پیش از اس‌تی‌اس-۱۰۷                                                                    | [ ۲۱۰ ] [ ۲۱۱ ]         |
| ۱۱۳ | ۱۶ ژانویه ۲۰۰۳    | اس‌تی‌اس-۱۰۷   | «کلمبیا»   | ۷    | ۱۵ر ۲۲س         |                | «کندی»    | خدمت‌رسانی به تلسکوب هابل، فاجعه فضاپیمای چلنجر. از دست رفتنِ وسیله پیش از فرود در مرکز کندی                                                                 | [ ۲۱۲ ] [ ۲۱۳ ]         |
| ۱۱۴ | ۲۶ ژوئیه ۲۰۰۵     | اس‌تی‌اس-۱۱۴   | «دیسکاوری» | ۷    | ۱۳ر ۲۱س         | ا.ف.ب.         | ادواردز   | اولین پرتاب پس از انفجار فضاپیمای چلنجر. ارزیابی امنیت پرواز و آزمون صورت گرفت. پشتیبانی از ا.ف. ب؛ و تعمیر.                                               | [ ۲۱۴ ] [ ۲۱۵ ]         |
| ۱۱۵ | ۴ ژوئیه ۲۰۰۶      | اس‌تی‌اس-۱۲۱   | «دیسکاوری» | ۶/۷  | ۱۲ر ۱۸س         | ا.ف.ب.         | «کندی»    | پرواز یوال‌اف۱٫۱، پشتیبانی و تعویض خدمه | [ ۲۱۶ ] [ ۲۱۷ ]         |
| ۱۱۶ | ۹ سپتامبر ۲۰۰۶    | اس‌تی‌اس-۱۱۵   | «آتلانتیس» | ۶    | ۱۱ر ۱۹س         | ا.ف.ب.         | «کندی»    | دنبالهٔ اسمبلیِ ایستگاه فضایی، پرواز ۱۲آ. یکپارچه‌سازی ساختارِ خوشه                                                                                            | [ ۲۱۸ ] [ ۲۱۹ ]         |
| ۱۱۷ | ۹ دسامبر ۲۰۰۶     | اس‌تی‌اس-۱۱۶   | «دیسکاوری» | ۷/۷  | ۱۲ر ۲۱س         | ا.ف.ب.         | «کندی»    | دنبالهٔ اسمبلیِ ایستگاه فضایی، پرواز ۱۲آ. یکپارچه‌سازی ساختارِ خوشه، اسپیس‌هاب-اس‌ام، تعویض خدمه                                                                 | [ ۲۲۰ ] [ ۲۲۱ ]         |
| ۱۱۸ | ۸ جون ۲۰۰۷        | اس‌تی‌اس-۱۱۷   | «آتلانتیس» | ۷/۷  | ۱۳ر ۲۰س         | ا.ف.ب.         | ادواردز   | دنبالهٔ اسمبلی ایستگاه فضایی، پرواز ۱۳آ. یکپارچه‌سازی ساختارِ خوشه، تعویض خدمه                                                                                | [ ۲۲۲ ] [ ۲۲۳ ]         |
| ۱۱۹ | ۸ اوت ۲۰۰۷        | اس‌تی‌اس-۱۱۸   | «اندور»    | ۷    | ۱۲ر ۱۸س         | ا.ف.ب.         | «کندی»    | دنبالهٔ اسمبلیِ ایستگاه فضایی، پرواز ۱۳آ. یکپارچه‌سازی ساختارِ خوشه، اسپیس‌هاب-اس‌ام. اولین استفاده از سامانه انتقال قدرت ایستگاه به شاتل                        | [ ۲۲۴ ] [ ۲۲۵ ]         |
| ۱۲۰ | ۲۳ اکتبر ۲۰۰۷     | اس‌تی‌اس-۱۲۰   | «دیسکاوری» | ۷/۷  | ۱۵ر ۰۲س         | ا.ف.ب.         | «کندی»    | دنبالهٔ اسمبلی ایستگاه فضایی، پرواز ۱۰آ. نصبِ ماژول هارمونی، تعویض خدمه                                                                                      | [ ۲۲۶ ] [ ۲۲۷ ]         |
| ۱۲۱ | ۷ فوریه ۲۰۰۸      | اس‌تی‌اس-۱۲۲   | «آتلانتیس» | ۷/۷  | ۱۲ر ۱۸س         | ا.ف.ب.         | کندی      | دنبالهٔ اسمبلی ایستگاه فضایی پرواز ۱ایی. آزمایشگاه اروپاییِ «کلمبیا»، تعویض خدمه                                                                             | [ ۲۲۸ ] [ ۲۲۹ ]         |
| ۱۲۲ | ۱۱ مارس ۲۰۰۸      | اس‌تی‌اس-۱۲۳   | «اندور»    | ۷/۷  | ۱۵ر ۱۸س         | ا.ف.ب.         | «کندی»    | دنبالهٔ اسمبلی ایستگاه فضایی، پرواز ۱جی/آ. ماژولِ تجربیِ ژاپنی، تعویض خدمه                                                                                    | [ ۲۳۰ ] [ ۲۳۱ ]         |
| ۱۲۳ | ۳۱ می ۲۰۰۸        | اس‌تی‌اس-۱۲۴   | «دیسکاوری» | ۷/۷  | ۱۳ر ۱۸س         | ا.ف.ب.         | «کندی»    | دنبالهٔ اسمبلی ایستگاه فضایی، پروازِ ۱جِی. ماژولِ ژاپنی | [ ۲۳۲ ] [ ۲۳۳ ]         |
| ۱۲۴ | ۱۴ نوامبر ۲۰۰۸    | اس‌تی‌اس-۱۲۶   | «اندور»    | ۷/۷  | ۱۵ر ۲۰س         | ا.ف.ب.         | ادواردز   | دنبالهٔ اسمبلی ایستگاه فضایی پرواز یوال‌اف۲، ماژول لجستیکی چندکارهٔ لئوناردو، تعویض خدم                                                                       | [ ۲۳۴ ] [ ۲۳۵ ]         |
| ۱۲۵ | ۱۵ مارس ۲۰۰۹      | اس‌تی‌اس-۱۱۹   | «دیسکاوری» | ۷/۷  | ۱۲ر ۱۹س         | ا.ف.ب.         | «کندی»    | دنبالهٔ اسمبلی ایستگاه فضایی پرواز۱۵آ، یکپارچه‌سازی ساختارِ خوشه، آرایه‌های خورشیدی                                                                            | [ ۲۳۶ ] [ ۲۳۷ ]         |
| ۱۲۶ | ۱۱ می ۲۰۰۹        | اس‌تی‌اس-۱۲۵   | «آتلانتیس» | ۷    | ۱۲ر ۲۱س         | هابل           | ادواردز   | آخرین مأموریت برای تعمیر هابل. آخرین پروازِ به غیر از ا.ف.ب.                                                                                                | [ ۲۳۸ ] [ ۲۳۹ ] [ ۲۴۰ ] |
| ۱۲۷ | ۱۵ ژوئیه ۲۰۰۹     | اس‌تی‌اس-۱۲۷   | «اندور»    | ۷/۷  | ۱۵ر ۱۶س         | ا.ف.ب.         | «کندی»    | دنبالهٔ نصبِ ا.ف.ب. پرواز ۲جی/آ: تجهیزاتِ نمایشِ JEM | [ ۲۴۱ ] [ ۲۴۲ ]         |
| ۱۲۸ | ۲۸ اوت ۲۰۰۹       | اس‌تی‌اس-۱۲۸   | «دیسکاوری» | ۷/۷  | ۱۳ر ۲۱س         | ا.ف.ب.         | ادواردز   | دنبالهٔ نصبِ ا.ف.ب. پرواز ۱۷آ: «لئوناردو و ۶ نفر خدمه» | [ ۲۴۳ ] [ ۲۴۴ ]         |
| ۱۲۹ | ۱۶ نوامبر ۲۰۰۹    | اس‌تی‌اس-۱۲۹   | «آتلانتیس» | ۶/۷  | ۱۰ر ۱۹س         | ا.ف.ب.         | «کندی»    | دنبالهٔ نصبِ ا.ف.ب. پرواز ULF3: حمل لجستیک ExPRESS ۱ و۲ | [ ۲۴۵ ] [ ۲۴۶ ]         |
| ۱۳۰ | ۸ فوریه ۲۰۱۰      | اس‌تی‌اس-۱۳۰   | «اندور»    | ۶    | ۱۳ر ۱۸س         | ا.ف.ب.         | «کندی»    | دنبالهٔ نصبِ ا.ف.ب. پرواز ۲۰آ: «ماژولِ Tranquility» (گره ۳) و «ماژولِ Cupola»                                                                                  | [ ۲۴۷ ] [ ۲۴۸ ]         |
| ۱۳۱ | ۵ آوریل ۲۰۱۰      | اس‌تی‌اس-۱۳۱   | «دیسکاوری» | ۷    | ۱۵ر ۰۳س         | ا.ف.ب.         | «کندی»    | دنبالهٔ نصبِ ا.ف.ب. پرواز ۱۹آ: ابزار و لجستمی پرواز ۴: «ماژول چند منظورهٔ لئوناردو». آخرین پرواز در شب برنامهٔ شاتل                                            | [ ۲۴۹ ] [ ۲۵۰ ]         |
| ۱۳۲ | ۱۴ می ۲۰۱۰        | اس‌تی-۱۳۲     | «آتلانتیس» | ۶    | ۱۱ر ۱۸س         | ا.ف.ب.         | «کندی»    | دنبالهٔ نصبِ ا.ف.ب. پرواز ULF4: «ماژولِ Rassvet: ماژولِ تحقیقاتی کوچک»                                                                                         | [ ۲۵۱ ] [ ۲۵۲ ]         |
| ۱۳۳ | ۲۴ فوریه ۲۰۱۱     | اس‌تی‌اس-۱۳۳   | «دیسکاوری» | ۶    | ۱۲ر ۱۹س         | ا.ف.ب.         | «کندی»    | دنبالهٔ نصبِ ا.ف.ب. پرواز ULF5: «ماژولِ چندمنظورهٔ Pressurized» «لئوناردو»، ELC4. آخرین پرواز «فضاپیمای دیسکاوری»                                              | [ ۲۵۳ ] [ ۲۵۴ ]         |
| ۱۳۴ | ۱۶ می ۲۰۱۱        | اس‌تی‌اس-۱۳۴   | «اندور»    | ۶    | ۱۵ر ۱۸س         | ا.ف.ب.         | «کندی»    | دنبالهٔ نصبِ ا.ف.ب. پروازِ ULF6،ELC 3، ROEU، «طیف‌سنجِ مغناطیسیِ آلفا». آخرین پروازِ فضاپیمایِ «اندور»                                                             | [ ۲۵۵ ] [ ۲۵۶ ]         |
| ۱۳۵ | ۸ ژوئیه ۲۰۱۱      | اس‌تی‌اس-۱۳۵   | «آتلانتیس» | ۴    | ۱۲ر ۱۸س         | ا.ف.ب.         | «کندی»    | بارِ «ماژولِ چند منظورهٔ لجستیکیِ رافائلو». آخرین پروازِ «فضاپیمایِ آتلانتیس»، آخرین پروازِ برنامه شاتل فضایی.                                                    | [ ۲۵۷ ] [ ۲۵۸ ] [ ۲۵۹ ] |

|}

## بوران

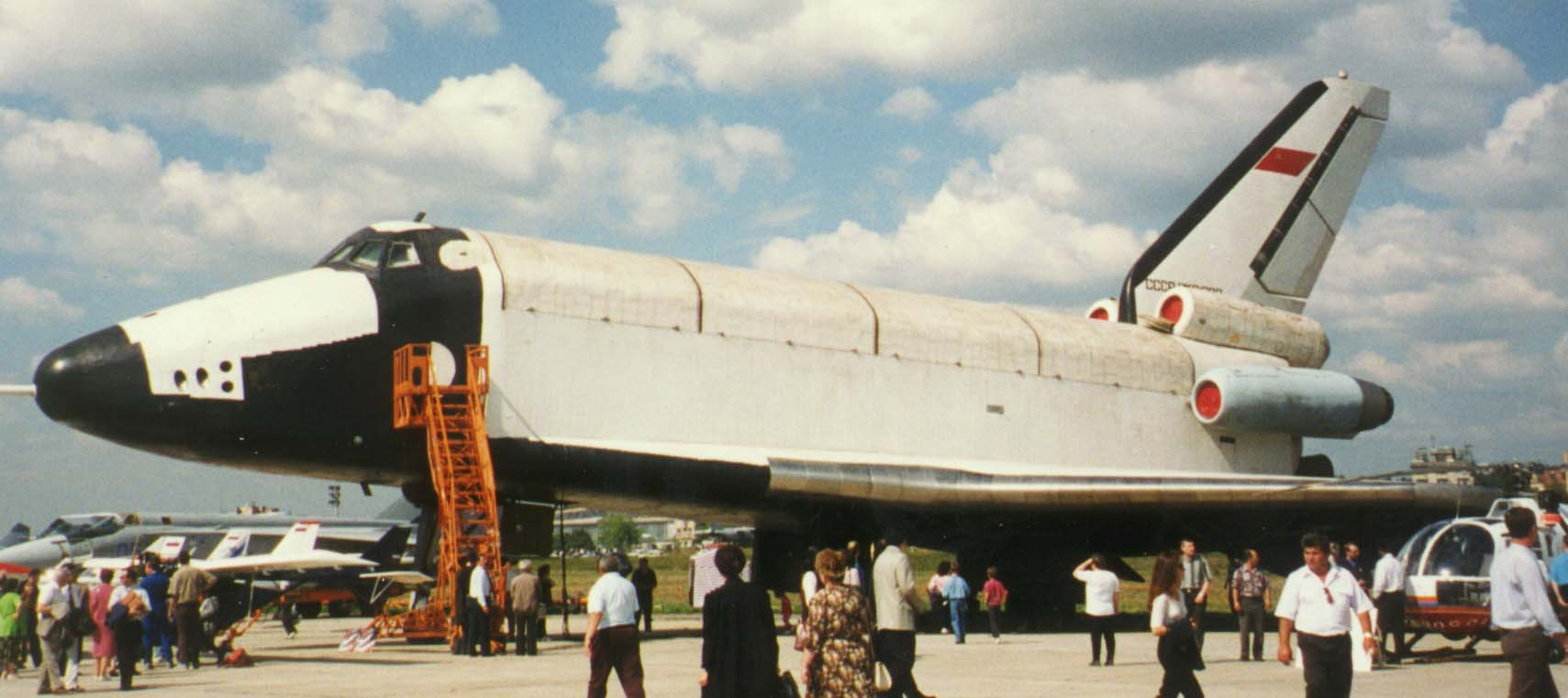
OK-GLI در نمایش هواییِ سالِ ۱۹۹۷

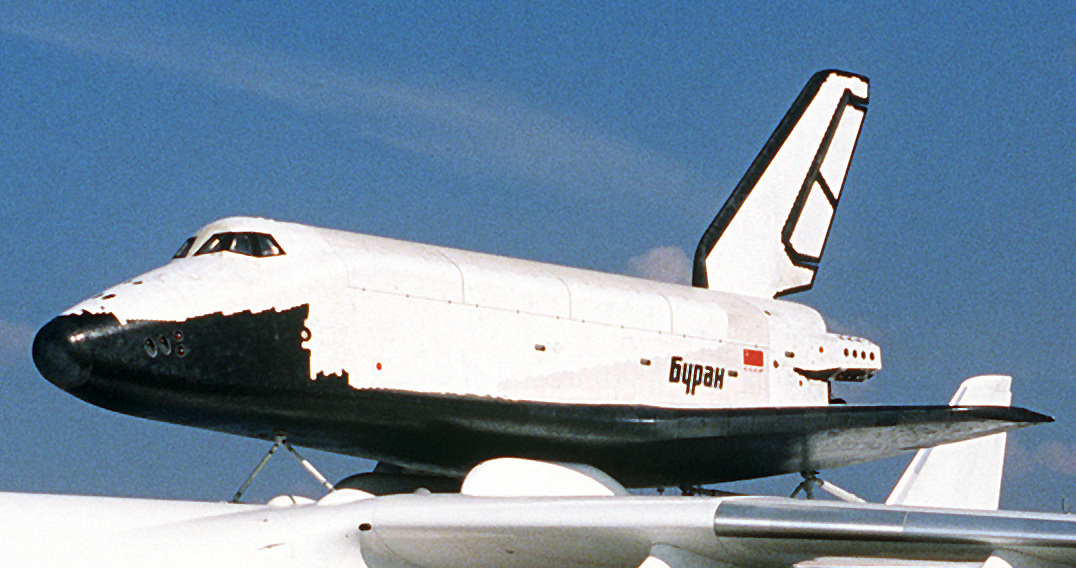
شاتلِ فضاییِ بوران در نمایشِ هوایی سال ۱۹۸۹

برنامه بوران تلاشی از سوی شوروی بود تا مدارگردی با قابلیت استفاده مجدد بسازد؛ که همانند فضاپیمای شاتل باشد. همانند برنامه شاتل فضایی، این برنامه نیز برای یک نمونه اولیه آیرودینامیک و تعداد فضانورد عملیاتی طرح‌ریزی شده‌بود.

### پروازهای آزمایشی
آیرودینامیک OK-GLI در سال ۱۹۹۸۴ ساخته و برای آزمایشِ طراحی بوران مورد استفاده قرار گرفت. برخلاف همانندِ آمریکاییش، شاتل فضایی انترپرایز، این نمونه دارای چهار موتور توربوفن بود. موتورها از نوعِ ساترن آی‌ال-۳۲ بود که شاتل را قادر به پرواز زیرِ توانَش می‌نمود.
| تاریخ پرواز    | مأموریت | شاتل   | خدمه | زمان پرواز  | مکان فرود | نکات              | منابع |
| -------------- | ------- | ------ | ---- | ----------- | --------- | ----------------- | ----- |
| ۱۰ نوامبر ۱۹۸۵ |         | OK-GLI | ۲    | ۰۰ر ۰۰س ۱۲د | بایکونور  |                   |       |
| ۳ ژانویه ۱۹۸۶  |         | OK-GLI | ۲    | ۰۰ر ۰۰س ۳۶د | بایکونور  |                   |       |
| ۲۷ می ۱۹۸۶     |         | OK-GLI | ۲    | ۰۰ر ۰۰س ۲۳د | بایکونور  |                   |       |
| ۱۱ جون ۱۹۸۶    |         | OK-GLI | ۲    | ۰۰ر ۰۰س ۲۲د | بایکونور  |                   |       |
| ۲۰ جون ۱۹۸۶    |         | OK-GLI | ۲    | ۰۰ر ۰۰س ۲۵د | بایکونور  |                   |       |
| ۲۸ جون ۱۹۸۶    |         | OK-GLI | ۲    | ۰۰ر ۰۰س ۲۳د | بایکونور  |                   |       |
| ۱۰ دسامبر ۱۹۸۶ |         | OK-GLI | ۲    | ۰۰ر ۰۰س ۲۴د | بایکونور  | اولین فرود خودکار |       |
| ۲۳ دسامبر ۱۹۸۶ |         | OK-GLI | ۲    | ۰۰ر ۰۰س ۱۷د | بایکونور  |                   |       |
| ۲۰ دسامبر ۱۹۸۶ |         | OK-GLI | ۲    | ۰۰ر ۰۰س ۱۷د | بایکونور  |                   |       |
| ۱۶ فوریه ۱۹۸۷  |         | OK-GLI | ۲    | ۰۰ر ۰۰س ۲۸د | بایکونور  |                   |       |
| ۲۱ می ۱۹۸۷     |         | OK-GLI | ۲    | ۰۰ر ۰۰س ۲۰د | بایکونور  |                   |       |
| ۲۵ جون ۱۹۸۷    |         | OK-GLI | ۲    | ۰۰ر ۰۰س ۱۹د | بایکونور  |                   |       |
| ۵ اکتبر ۱۹۸۷   |         | OK-GLI | ۲    | ۰۰ر ۰۰س ۲۱د | بایکونور  |                   |       |
| ۱۵ اکتبر ۱۹۸۷  |         | OK-GLI | ۲    | ۰۰ر ۰۰س ۱۹د | بایکونور  |                   |       |
| ۱۶ ژانویه ۱۹۸۷ |         | OK-GLI | ۲    |             | بایکونور  |                   |       |
| ۲۴ ژانویه ۱۹۸۷ |         | OK-GLI | ۲    |             | بایکونور  |                   |       |
| ۲۳ فوریه ۱۹۸۸  |         | OK-GLI | ۲    | ۰۰ر ۰۰س ۲د  | بایکونور  |                   |       |
| ۴ مارس ۱۹۸۸    |         | OK-GLI | ۲    | ۰۰ر ۰۰س ۳۲د | بایکونور  |                   |       |
| ۱۲ مارس ۱۹۸۸   |         | OK-GLI | ۲    |             | بایکونور  |                   |       |
| ۲۳ مارس ۱۹۸۸   |         | OK-GLI | ۲    |             | بایکونور  |                   |       |
| ۲۸ مارس ۱۹۸۸   |         | OK-GLI | ۲    |             | بایکونور  |                   |       |
| ۲ آوریل ۱۹۸۸   |         | OK-GLI | ۲    | ۰۰ر ۰۰س ۲۰د | بایکونور  |                   |       |
| ۸ آوریل ۱۹۸۸   |         | OK-GLI | ۲    |             | بایکونور  |                   |       |
| ۱۵ آوریل ۱۹۸۸  |         | OK-GLI | ۲    | ۰۰ر ۰۰س ۱۹د | بایکونور  |                   |       |

### پرتاب‌ها و پروازهایِ مداری
اولین عملیاتِ مدارگردِ بوران در طی یک پروازِ آزمایشی انجام شد. مأموریتِ «۱کی۱» در ۱۵ نوامبر ۱۹۸۸ در ساعت ۶:۰۰:۰۰ به وقت مسکو صورت گرفت. پرواز از پایگاه فضایی بایکونور در قزاقستان امروزی صورت گرفت و مدارگرد به مدار فرستاده شده. بوران پس از طیِ ۸۳٬۷۰۷ کیلومتر (۵۲٬۰۱۳ مایل)، پس از ۳ ساعت و ۲۵ دقیقه (۰٫۱۴ روز) فرود آمد.
بوران دیگر هرگز پرواز نکرد. برنامه بوران مدت کوتاهی پس از فروپاشی شوری کاملاً متوقف شد. در سال ۲۰۰۲ در طی فروریختنِ سقفِ محل نگهداری شاتل بوران برای همیشه نابود شد. این همان مدارگردی بود که به فضا پرتاب و به صورت خودکار فرود آمده بود.
| No. | تاریخ پرتاب    | ماموریت | شاتل  | خدمه | مدت پرواز  | میعاد با | مکان فرود | نکات                                                                              | منابع |
| --- | -------------- | ------- | ----- | ---- | ---------- | -------- | --------- | --------------------------------------------------------------------------------- | ----- |
| ۱   | ۱۵ نوامبر ۱۹۸۸ | ۱کی۱    | بوران | ۰    | ۰۰ر ۰س ۲۵د |          | بایکونور  | تنها پروازِ بوران، اولین فرودِ خورکار یک شاتل فضایی (دومین مورد در سال ۲۰۱۱ رخ داد) |       |

## نگارخانه

### تصاویر

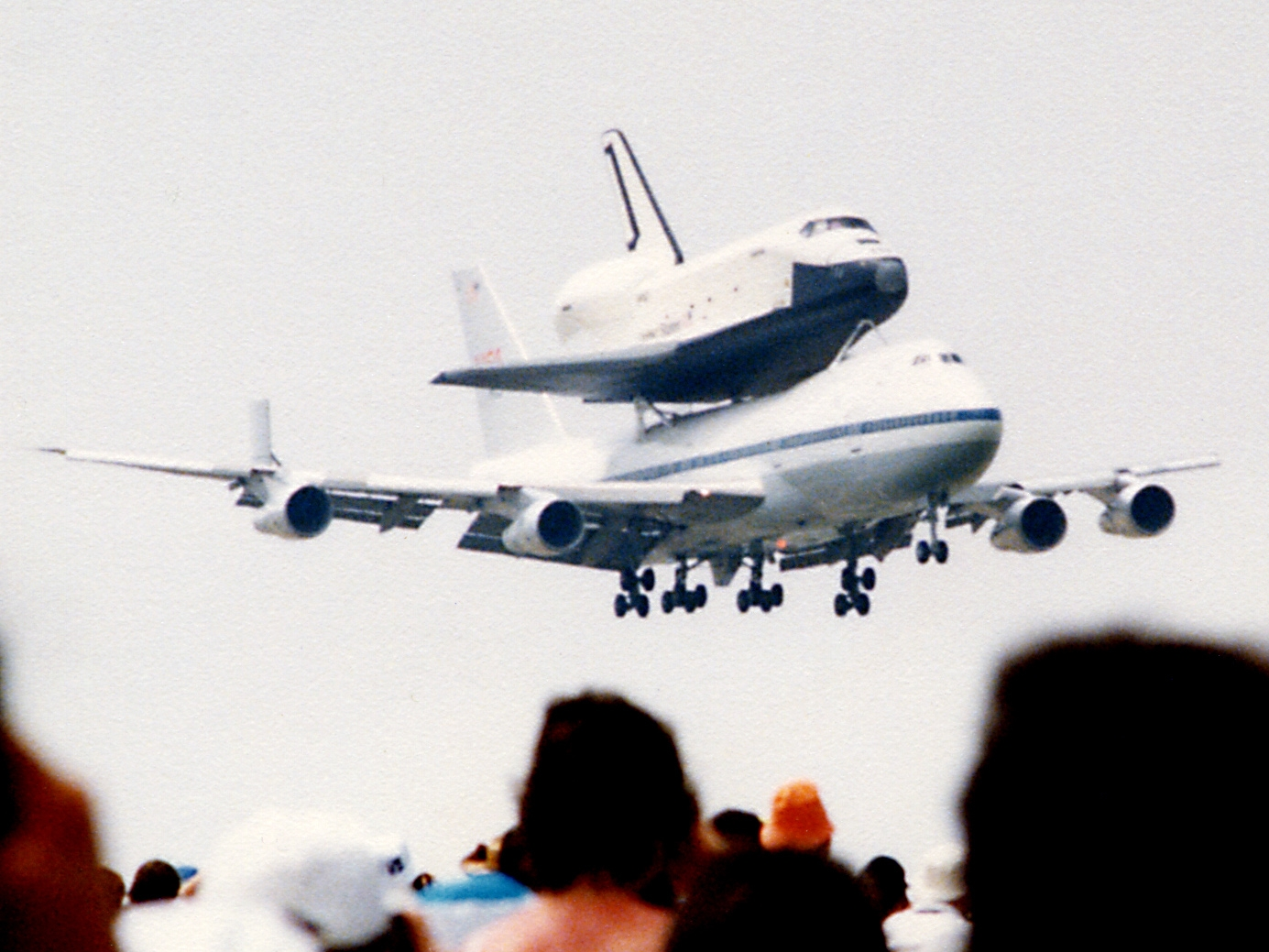
حمل شاتل با ۷۴۷.
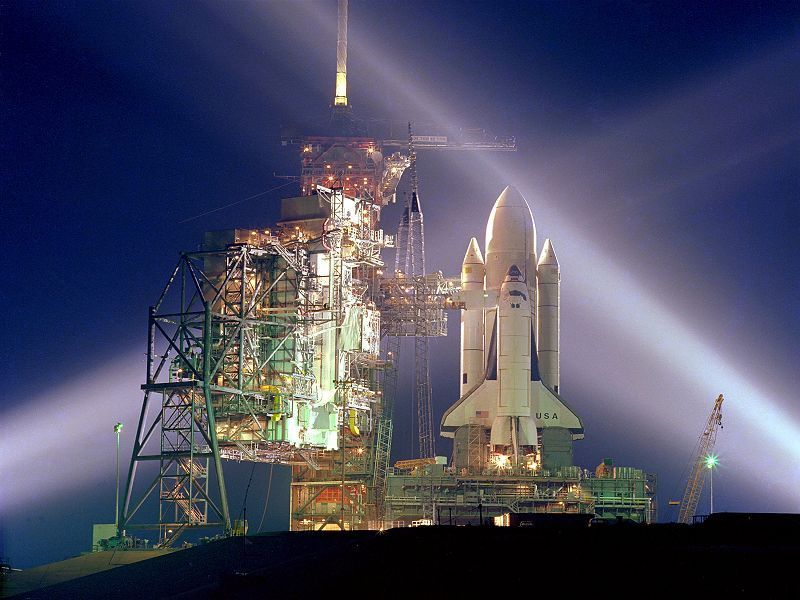
شاتل کلمبیا در اولین مأموریت اس‌تی‌اس-۱.
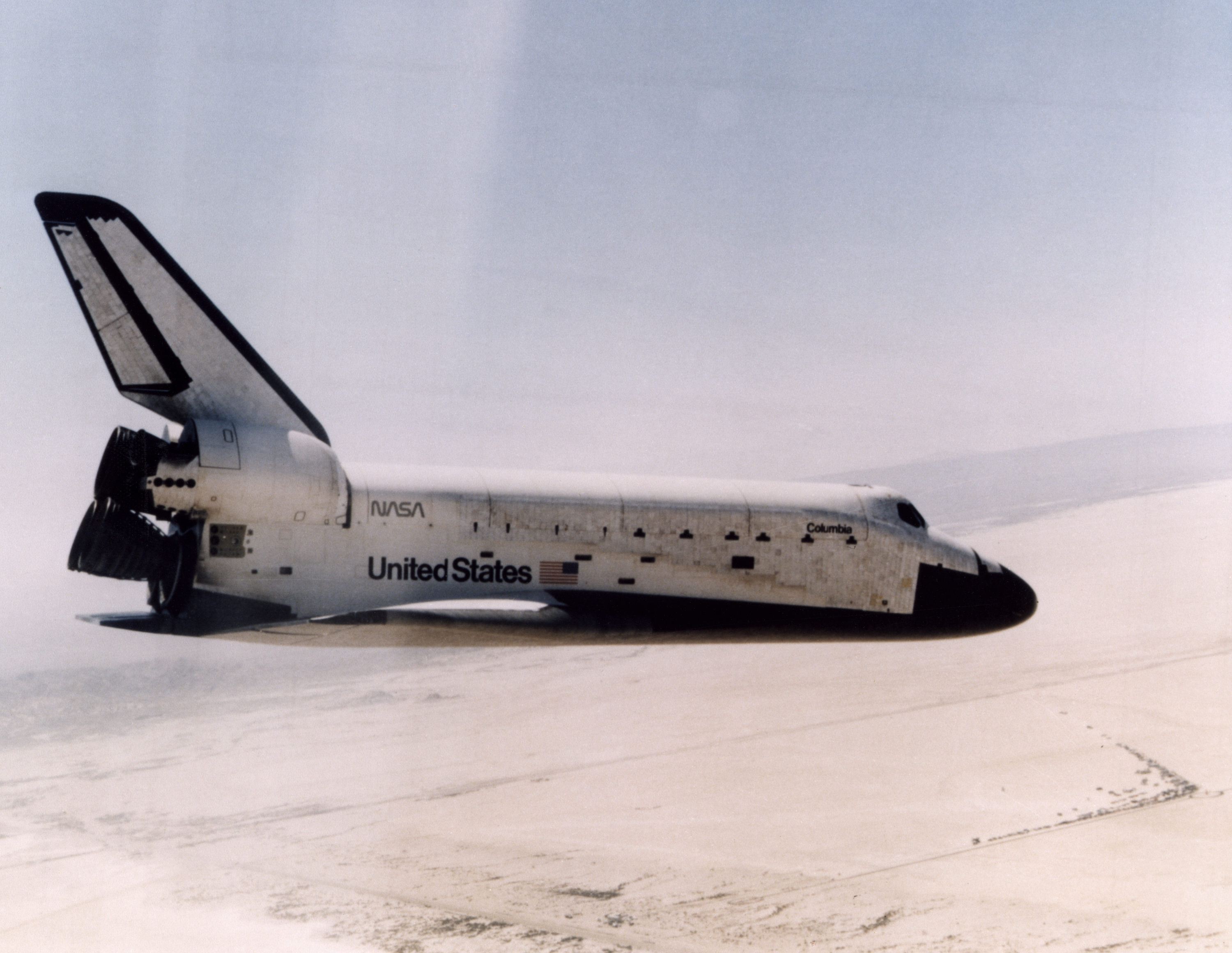
بازگشت اس‌تی‌اس-۱.
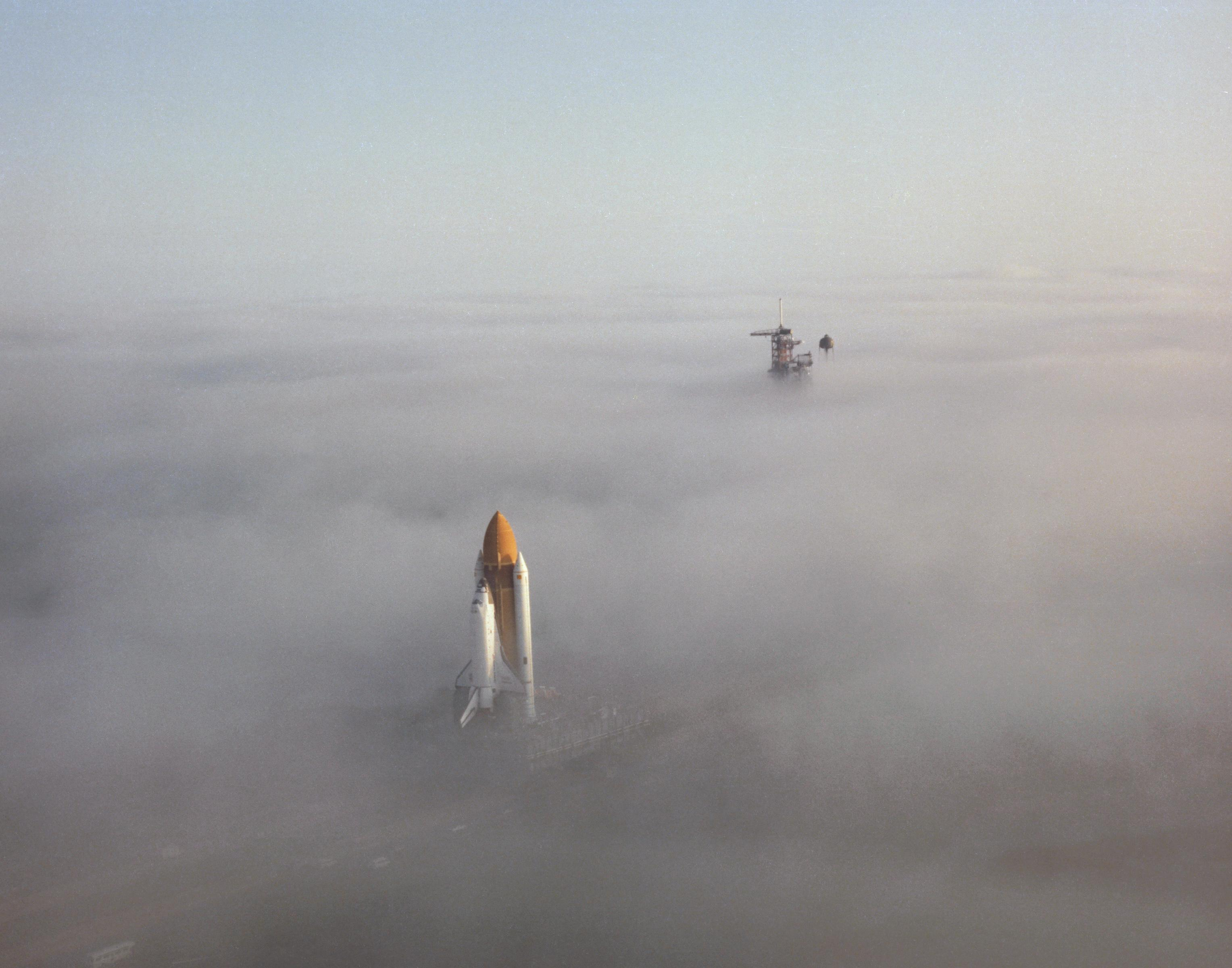
نمایی از چلنجر در مه.
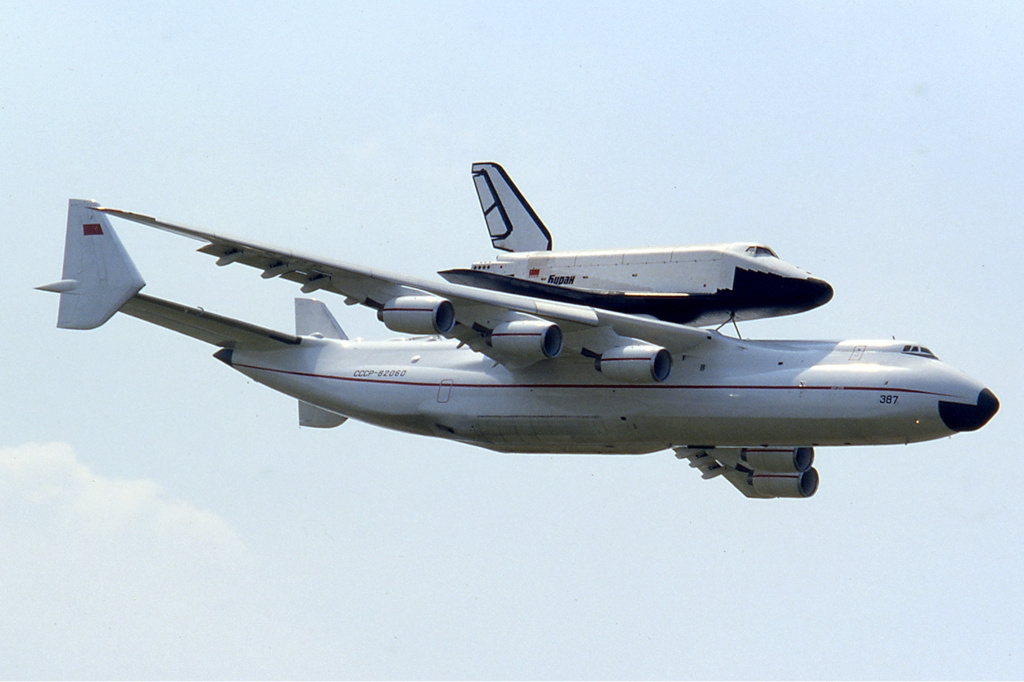
نمایی از آنتونوف ۲۲۵ در حال حمل شاتل فضایی بوران.
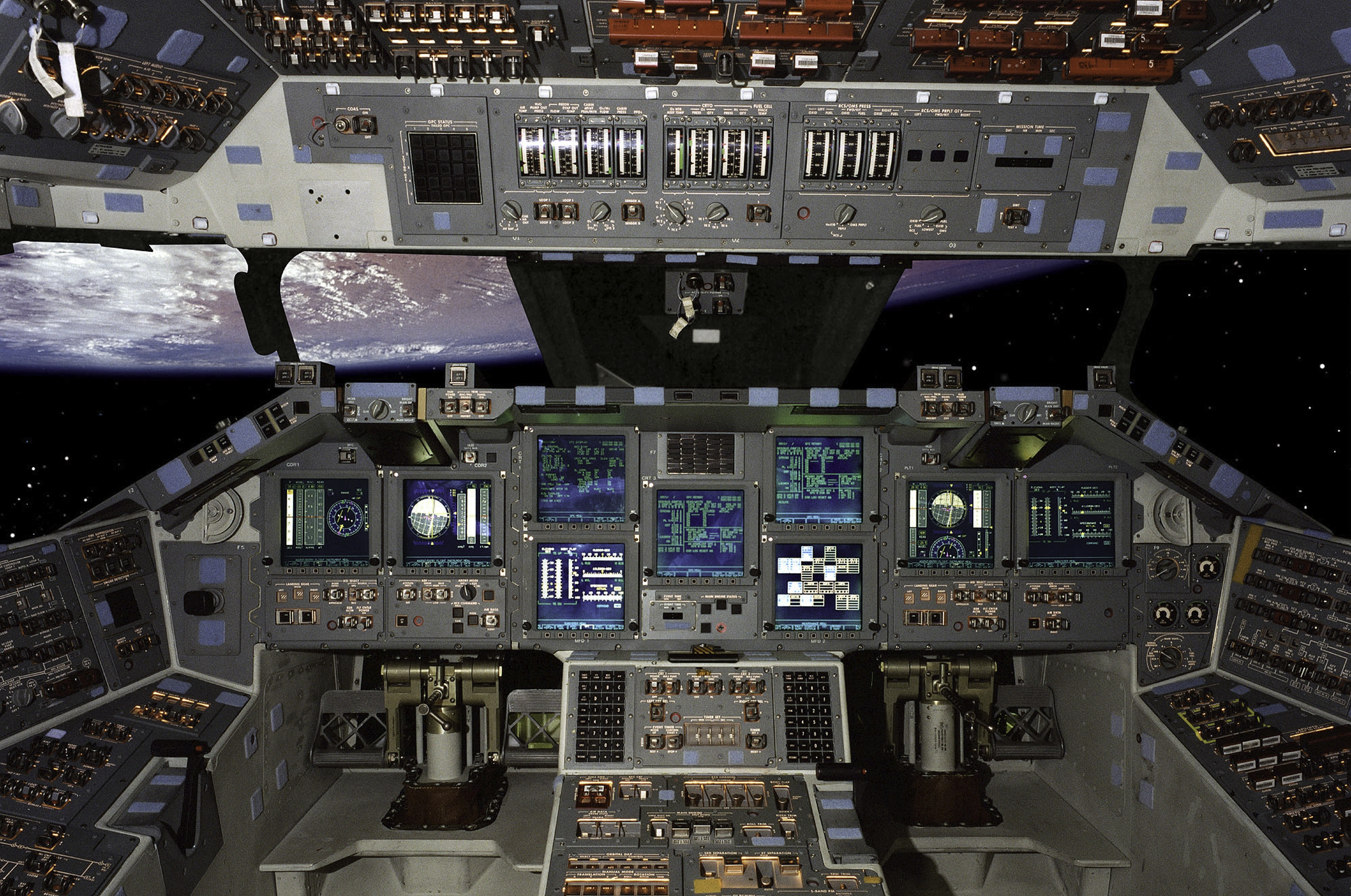
نمایی از کابین شاتل فضایی ساخت آمریکا.
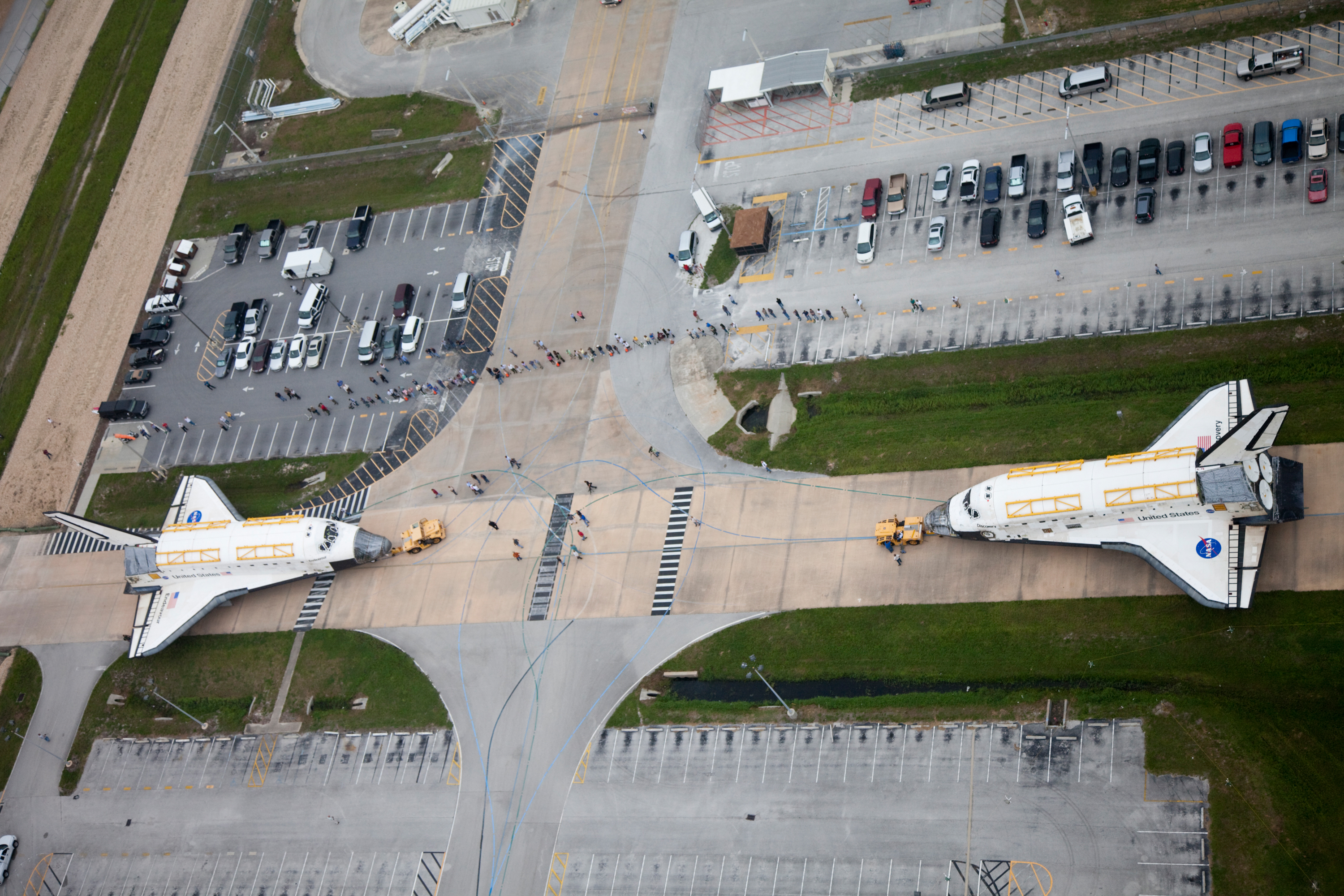
شاتل فضایی اندیور و دیسکاوری، رودررو.
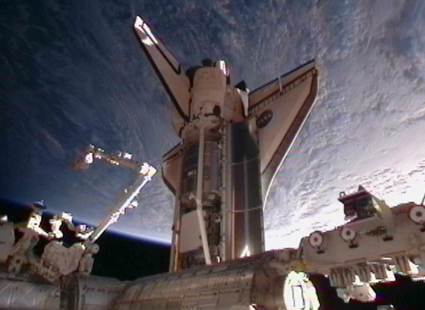
اس‌تی‌اس-۱۳۳، شاتل در اتصال به ایستگاه فضایی.
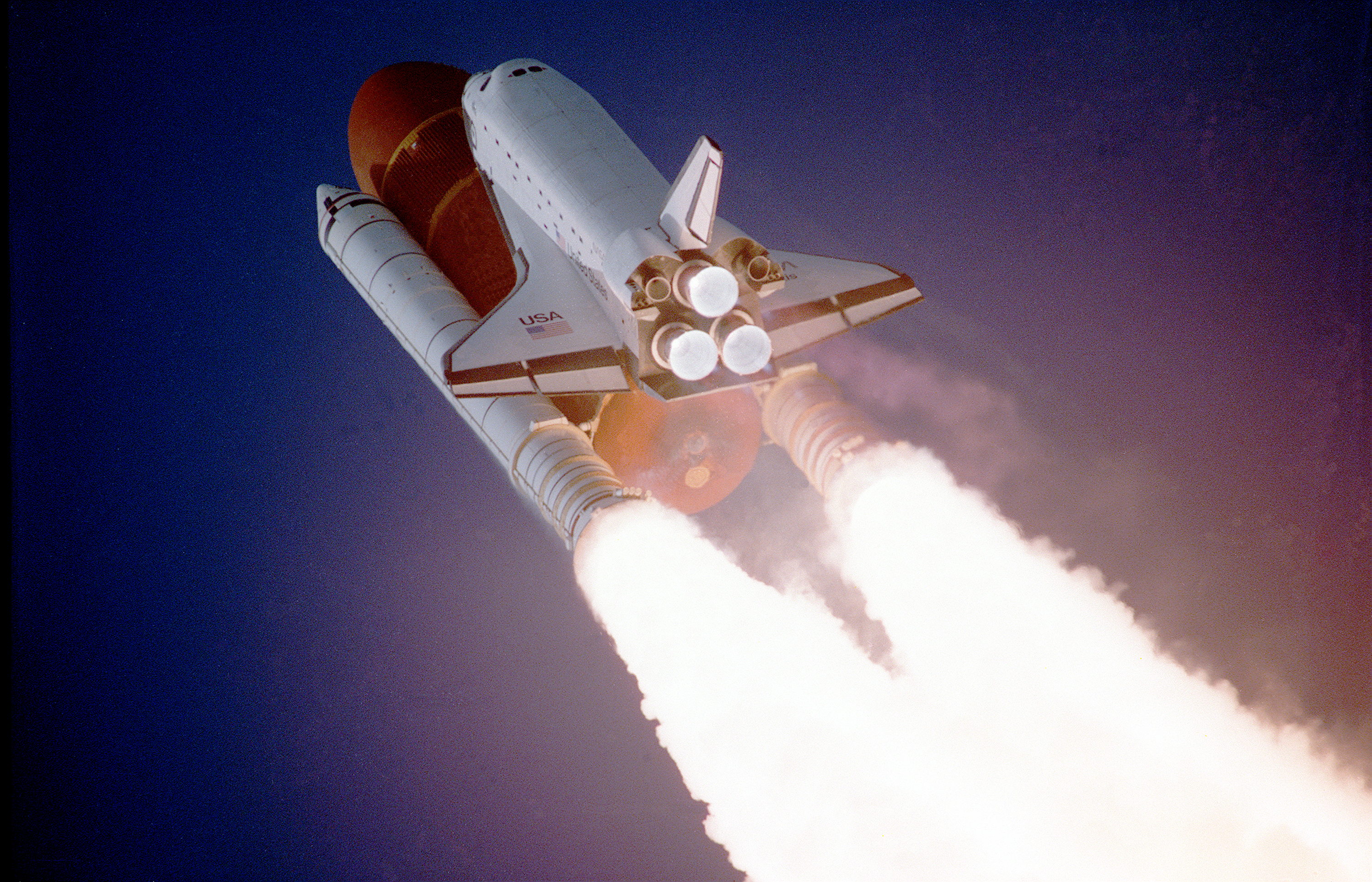
آتلانتیس در طی پرتاب برای مأموریت اس‌تی‌اس-۲۷.
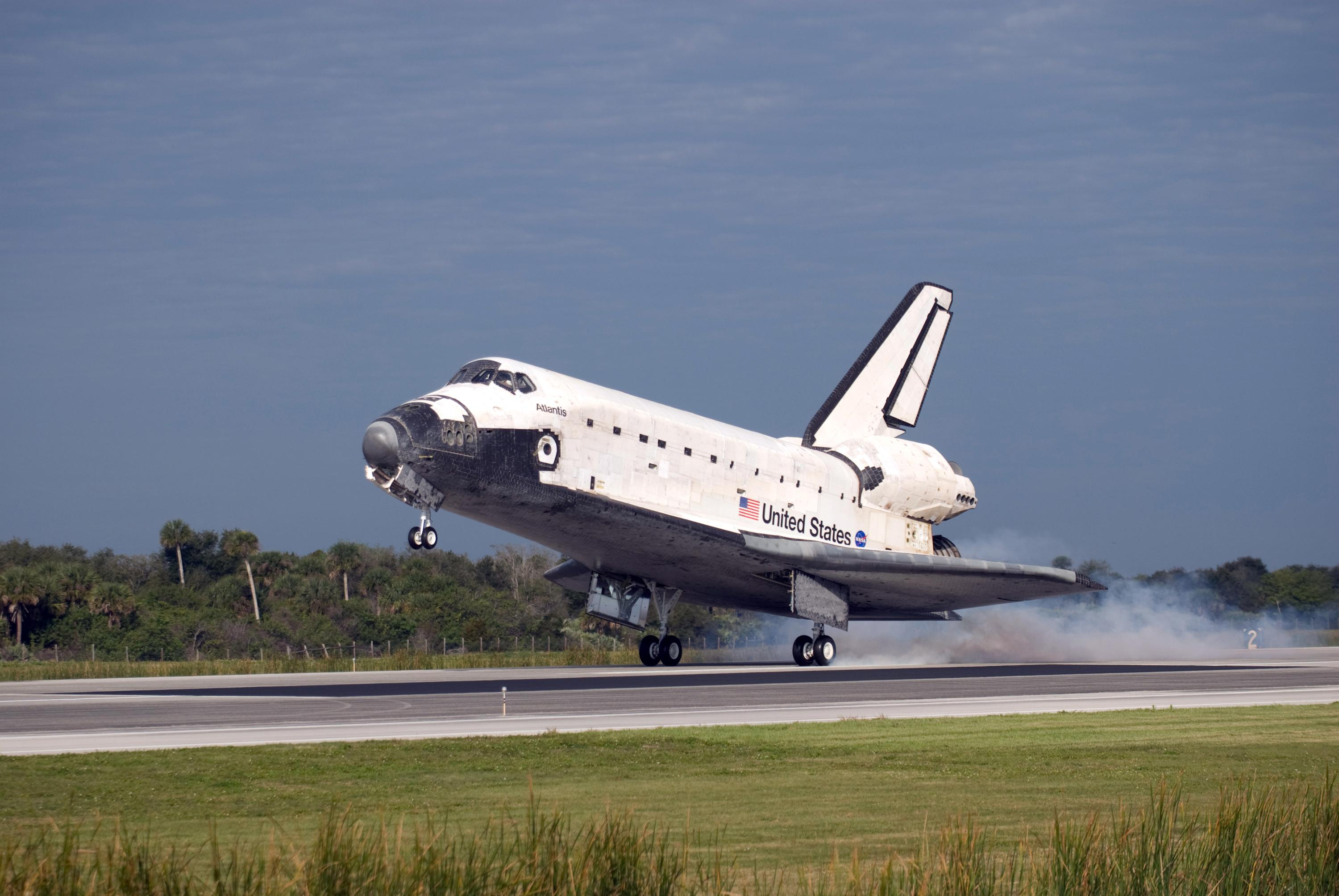
بازگشت و فرود مأموریت اس‌تی‌اس-۱۲۲.
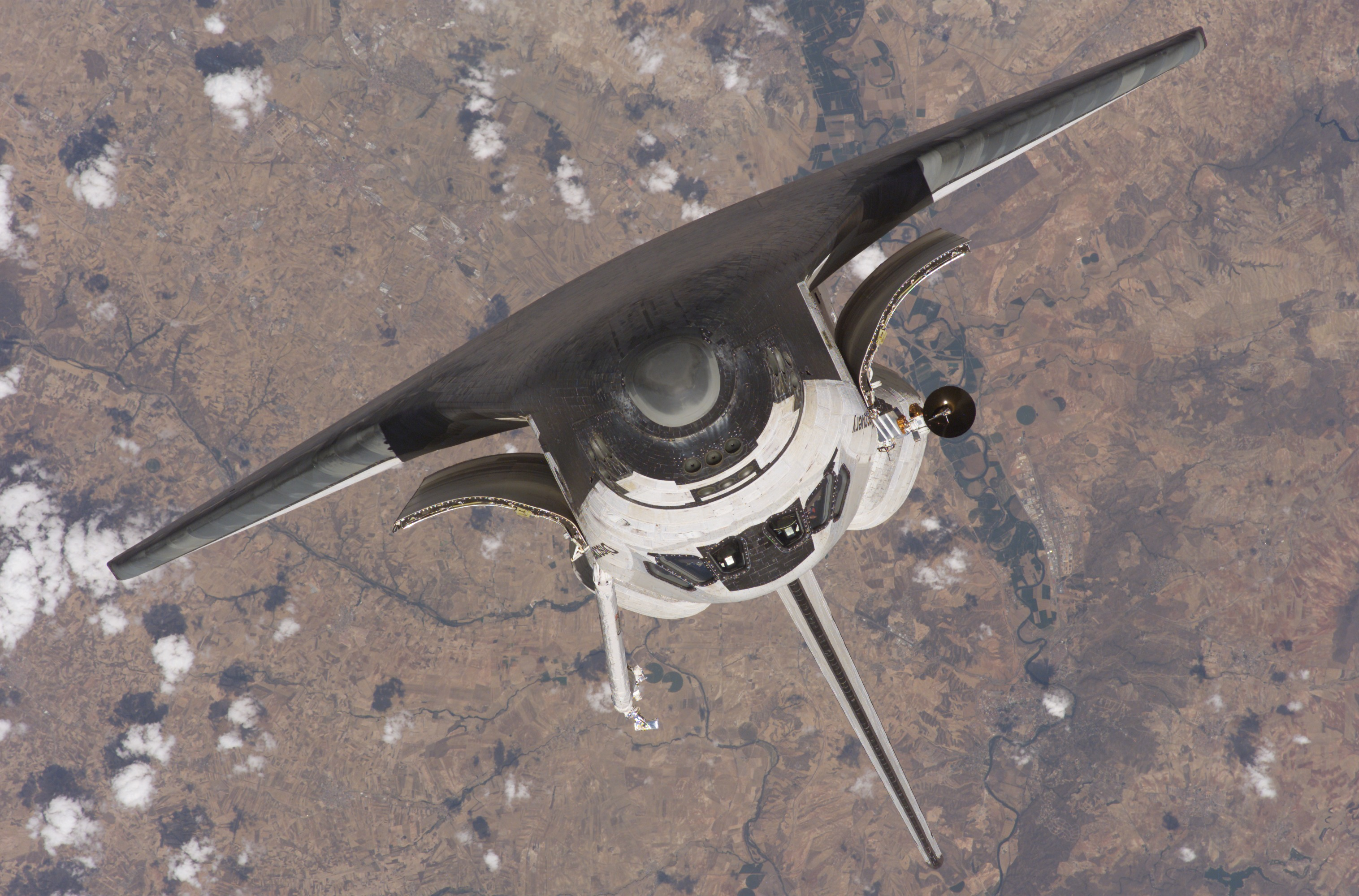
دیسکاوری در مدار.

### ویدیو
- فرود آتلانتیس در مأموریت اس‌تی‌اس-۱۱۲
- کلمبیا در مأموریت اس‌تی‌اس-۱۰۷، در حال نشستن.
- شاتل انترپرایر بر پشت هواپیمای ۷۴۷ در حال آغاز پرواز
- فاجعه چلنجر.
- انجام عملیات راهپیمایی فضایی در خلال مأموریت اس‌تی‌اس-۱۲۸
- شاتل فضایی دیسکاوری در مدار طی مأمورت اس‌تی‌اس-۱۱۹

## پیوند
- مأموریت‌های راکتی و شاتلی ناسا
- مانیفست پرتاب‌های آی‌اس‌اس ناسا بایگانی‌شده  در ۸ سپتامبر ۲۰۰۶ توسط Wayback Machine
- مانیفست غیررسمی فضاپیمای شاتل
- اخبار فضا و فضانورد